# 2024
سنة 2024 (بالأرقام الرومانية: MMXXIV) هي سنة كبيسة بدأت يوم الإثنين (الرابط يظهر نموذج الجدول الزمني الكامل للسنة) من التقويم الغريغوري. وهي السنة 2024 بعد الميلاد والسنة 24 في الألفية الثالثة والقرن الواحد والعشرون والسنة ال5 في عقد 2020.

## أحداث

### يناير/كانون الثاني
- 1 يناير - زلزال يضرب وسط اليابان بقوة 7.6 درجة، سبقته هزات مستبقة وتبعته هزات ارتدادية، أدت إلى تولد تسونامي على طول بحر اليابان.
- 2 يناير - اغتيال القائد الفلسطيني صالح العاروري في بيروت.
- 2 يناير - تعرُّض زعيم المعارضة الكورية الجنوبية، لي جاي ميونغ، لمحاولة اغتيال أثناء حديثه إلى صحفيين في مدينة بوسان الساحلية.
- 2 يناير - قُتل خمسة أشخاص في حادث اصطدام طائرة تابعة للخطوط الجوية اليابانية بأخرى لخفر السواحل على مدرج مطار طوكيو هانيدا الدولي.
- 3 يناير - مقتل 84 شخصًا في تفجيرين بمدينة كرمان الإيرانية، أثناء مراسم لإحياء ذكرى اغتيال الجنرال قاسم سليماني.
- 7 يناير - وفاة أسطورة كرة القدم الألمانية فرانز بكنباور عن عمر يناهز الثامنة والسبعين.
- 11 يناير - بدء جلسات الاستماع العامة في دعوى جنوب إفريقيا ضد إسرائيل في محكمة العدل الدولية، والتي تتهم فيها جنوب إفريقيا إسرائيل بارتكاب إبادة جماعية.
- 12 يناير - تحالف تقوده الولايات المتحدة يشن ضربات على أهداف لحركة أنصار الله الحوثيين في اليمن.
- 12 يناير - انطلاق بطولة كأس أمم آسيا في قطر.
- 13 يناير - انطلاق بطولة كأس أمم أفريقيا في ساحل العاج.
- 14 يناير - ملكة الدنمارك مارغريت الثانية تُوقع تنازلها التاريخي عن العرش وفريدريك العاشر يصبح ملكاً.
- 15 يناير -الحرس الثوري الإيراني يشن هجومًا بالصواريخ على أهداف في العراق وسوريا، وذلك رداً على تفجيرات كرمان
- 19 يناير -هبوط مركبة الفضاء اليابانية «سِلِم» بنجاح على سطح القمر، لتُصبح اليابان خامس دولة تنجح في الهبوط على القمر.
- 31 يناير - إبراهيم إسماعيل يؤدي اليمين الدستورية ليُصبح الحاكم السابع عشر لماليزيا.

### فبراير/شباط
- 2 فبراير - القوات الجوية الأمريكية تبدأ بشن غارات جوية على أهداف لجماعات مسلحة تتبع حركة المقاومة الإسلامية المدعومة من إيران في كل من العراق وسوريا، ردًّا على هجمات الأخيرة على القواعد الأمريكية في البلدين.
- 4 فبراير - فوز نجيب بقيلة بفترة رئاسية ثانية في الانتخابات العامة في السلفادور
- 8 فبراير - الانتخابات العامة الباكستانية.
- 10 فبراير - منتخب قطر لكرة القدم يتوج بلقب كأس آسيا 2023 بعد فوزه في النهائي على نظيره الأردني بنتيجة 3-1.
- 11 فبراير - كوت ديفوار تحقق كأس أمم إفريقيا 2023 على حساب نيجيريا بعد الفوز عليها بنتيجة 2-1
- 16 فبراير - أعلنت مصلحة السجون في روسيا وفاة أبرز المعارضين للنظام، أليكسي نافالني في زانزانته، في الدائرة القطبية الشمالية.
- 25 فبراير - وفاة طيار أمريكي أضرم النار في نفسه أمام سفارة إسرائيل بواشنطن احتجاجا على الحرب في غزة.[3]
- 26 فبراير - رئيس السلطة الوطنية الفلسطينية محمود محمود عباس يقبل استقالة حكومة محمد اشتية ويُكلفها بتسيير الأعمال لحين تشكيل حكومة جديدة.

### مارس/أذار
- 15 مارس - الانتخابات الرئاسية الروسية 2024.
- 17 مارس - إعلان فوز فلاديمير بوتين في الانتخابات الرئاسية الروسية بنسبة 87.28%، وبلغ إقبال الناخبين 77.44%.
- 22 مارس - مُسلَّحون يُطلقون النار عشوائيًّا ويُشعلون النار في قاعة كروكس سيتي بمدينة كراسنوغورسك الروسيَّة، مما أدَّى لمقتل 115 شخصًا.
- 25 مارس - -بشيرو جمعة فاي رئيساً للسنغال بفوزه في الانتخابات الرئاسية السنغالية 2024.
- 26 مارس - انهيار جسر فرانسيس سكوت كي في مدينة بالتيمور في ولاية ماريلند الأمريكية، إثر اصطدام سفينة حاويات بأحد أعمدته.
- 31 مارس - الانتخابات الرئاسية الأوكرانية.

### أبريل/نيسان
- 3 أبريل ـ زلزال بقوة 7.2 ريختر يضرب مدينة هواليان في تايوان.
- 8 أبريل ـ الكسوف الكلي للشمس في جميع أنحاء أمريكا الشمالية.
- 13 أبريل ـ ضربة إيرانية على إسرائيل بما يزيد عن 150 صاروخًا وطائرة مسيرة، وذلك ردًّا على قصف إسرائيلي لسفارة إيران في دمشق.
- 14 أبريل - فيضانات تضرب معظم دول منطقة الخليج العربي، وأنباء عن وفاة 32 شخصاً و3 أشخاص مفقودين.
- 17 أبريل - ضربة إسرائيلية تستهدف مواقع في مدينة أصفهان الإيرانية، كما تعرضت مواقع في العراق وسوريا لهجوم إسرائيلي كذلك، وذلك ردًّا على الضربات الإيرانية على إسرائيل.
- 21 أبريل - منتخب المغرب يُتوَّج للمرة الثالثة على التوالي بكأس إفريقيا لكرة القدم داخل الصالات.
- 29 أبريل - فيضانات في ولاية ريو غراندي دو سول، البرازيل، أدت إلى مصرع ما يزيد عن 110 أشخاص وإصابة 765 آخرين.

### مايو/أيار
- 10 مايو - سلسلة من العواصف الشمسية تؤثر على الأرض، مما أدى إلى ظهور الشفق القطبي عند خطوط عرض أقل من المعتاد.
- 15 مايو - إصابة رئيس الورزاء السلوفاكي روبرت فيكو بجروح خطيرة إثر محاولة لاغتياله، واستقرار حالته الصحية بعد عملية جراحية عاجلة.
- 16 مايو - انعقاد القمة العربية الثالثة والثلاثين في مملكة البحرين.
- 19 مايو - إعلان وفاة الرئيس الإيراني إبراهيم رئيسي ومُرافقيه إثر تحطم مروحية بالقرب من ورزقان في محافظة أذربيجان الشرقية.
- 26 مايو - مقاتلات إسرائيلية تقصف خيامًا للنازحين شمال غرب رفح، أدت المجزرة لاستشهاد 45 شخصًا على الأقل أغلبهم من النساء والأطفال، وجرح عشرات آخرين.

### يونيو/حزيران
- 1 يونيو - نادي ريال مدريد الإسباني يتوج بلقب دوري أبطال أوروبا للمرة الخامسة عشر بعد فوزه على بوروسيا دورتموند الألماني في النهائي بنتيجة 2–0.
- 8 يونيو - جيش الاحتلال الإسرائيلي يرتكب مجزرة بمخيم النصيرات راح ضحيتها ما يزيد عن 270 مدنيًا فلسطينيًا وجُرح قُرابة 700 شخص، وقد حُرر أربعة أسرى، بينما قُتل ثلاثة أسرى آخرون بينهم أمريكي إضافة إلى ضابط إسرائيلي.
- 11 يونيو - المنتخب النيوزيلندي لكرة القدم يتوج بلقب كأس أمم أوقيانوسيا للمرة السادسة في تاريخه بعد فوزه في النهائي على نظيره الفانواتي بنتيجة 3–0.
- 14 يونيو - انطلاق بطولة أمم أوروبا 2024 في ألمانيا.
- 14 يونيو - اندلاع حريق في مبنى سكني في منطقة المنقف بالكويت مما أودى بحياة 50 شخصًا جميعهم من الأجانب.
- 14 يونيو - وفاة أكثر من 1000 شخص خلال موسم الحج بسبب موجة الحرارة المرتفعة التي وصلت إلى 51 درجة مئوية في المسجد الحرام.
- 21 يونيو - انطلاق بطولة كوبا أمريكا 2024 في أمريكا.
- 22 يونيو - الانتخابات الرئاسية الموريتانية 2024.

### يوليو/تموز
- 5 يوليو - فوز كبير لحزب العمال بقيادة كير ستارمر في الانتخابات العامة في المملكة المتحدة، حيث حصل على 411 من 650 مقعدًا، وبلغت نسبة المشاركة 59.9%.
- 6 يوليو - فوز الإصلاحي مسعود بزشكيان في الانتخابات الرئاسية الإيرانية، حيث حصل على 54% من الأصوات، وبلغت نسبة المشاركة 49.68%.
- 8 يوليو - تصدر تحالف اليسار المنضوي تحت راية "الجبهة الشعبية الجديدة" نتائج الجولة الثانية من الانتخابات التشريعية في فرنسا بحصوله على 182 مقعداً.
- 9 يوليو - بعد ما أقرها رئيس الوزراء البريطاني السابق بوريس جونسون عام 2022 وباشر بتنفيذها كخطة أولية على أجندته رئيس الوزراء السابق ريشي سوناك, ألغى زعيم حزب العمال البريطاني كير ستارمر الفائر في الانتخابات العامة في المملكة المتحدة 2024 خطة ترحيل المهاجرين غير الشرعيين إلى رواندا.
- 13 يوليو - محاولة اغتيال دونالد ترامب أثناء تواجده في ولاية بنسلفانيا لأجل حملته الانتخابية ومقتل توماس ماثيو كروكس منفذ عملية الاغتيال الفاشلة.
- 14 يوليو - اختراق شاشة إعلانات في شارع فيصل بالعاصمة المصرية القاهرة، وعرض فيديو ينتقد ويتهكم على الرئيس المصري عبد الفتاح السيسي، وأعلنت بعدها وزارة الداخلية بتاريخ 16 يوليو عن تحديد واعتقال شخص وأكدت أنه اعترف بارتكابه الواقعة بتحريض من اللجان الإلكترونية التابعة لجماعة الإخوان المسلمين وأضافت أنه تم اتخاذ الإجراءات القانونية بحقه.
- 19 يوليو - حدوث شلل عام في القطاع المصرفي والخدمي والطيران والصحي وخدمات النقل والبث الفضائي في أستراليا ودول شرق آسيا وأمريكا وأوروبا بسبب تحديث خاطئ لبرنامج شركة الأمن السيبراني CrowdStrike أدى إلى عطل عام في أنظمة التشغيل مايكروسوفت ويندوز حول العالم.
- 21 يوليو - الرئيس الأمريكي جون بايدن يعلن عبر منصة إكس عن انسحابه من سباق الترشح لمنصب الرئيس للانتخابات الأمريكية لعام 2024، لينهي مسيرته كرئيس لفترة واحدة فقط.
- 21 يوليو و22 يوليو - حدوث انهيار أرضي في قريتين في ولاية جنوب إثيوبيا الإقليمية مما أسفر عن مقتل 257 شخصاً على الأقل ودفن الانهيار الأرضي الثاني أولئك الذين وصلوا للمساعدة في أعقاب الانهيار الأول, وبهذا ويُعدُ أسوأ انهيار للتربة في تاريخ إثيوبيا.
- 26 يوليو إلى 11 أغسطس - انطلاق الألعاب الأولمبية الصيفية 2024 في باريس.
- 27 يوليو - استهداف قرية مجدل شمس في هضبة الجولان بصاروخ أصاب ملعب كرة قدم محلي مما أدى إلى مقتل 12 طفلاً وإصابة 34 آخرين. ادعت إسرائيل أن حزب الله هو المسؤول عن الهجوم فيما نفى الحزب ذلك.
- 28 يوليو - فوز الرئيس الفنزويلي الحالي نيكولاس مادورو لفترة رئاسية ثالثة في الانتخابات الرئاسية الفنزويلية تمتد لست سنوات بدءاً من العاشر من يناير عام 2025 بعد منع مرشحي المعارضة البارزون من المشاركة في الانتخابات خلال الحملة الانتخابية.
- 30 يوليو - اغتيال فؤاد شكر بهجوم نفذته بطائرة مسيرة إسرائيلية أطلقت ثلاثة صواريخ أصابت الضاحية الجنوبية لحارة حريك بالقرب من مجلس شورى حزب الله, وتسببت الغارات في انهيار نصف مبنى سكني. كانت الضربة هي أول هجوم إسرائيلي على بيروت منذ يناير 2024، والمرة الثانية التي تضرب فيها إسرائيل بيروت منذ حرب لبنان 2006.
- 31 يوليو:
  - اغتيال رئيس المكتب السياسي لحركة حماس إسماعيل هنية إثر غارة إسرائيلية استهدفت مقر إقامته في طهران التي زارها لحضور مراسم تنصيب الرئيس مسعود بزشكيان.
  - نجاة رئيس مجلس السيادة السوداني عبد الفتاح البرهان من محاولة اغتيال بمسيرة شرقي السودان.

### أغسطس/آب
- 1 أغسطس - إتمام عملية تبادل 26 مواطن أمريكي محتجزين في روسيا عبر مطار إيسنبوغا الدولي في أنقرة في عملية هي الأكبر من نوعها منذ الحرب الباردة.
- 5 أغسطس - إعلان رئيسة وزراء بنغلاديش شيخة حسينة استقالتها من منصبها وهروبها إلى الهند في ظل اجتياح حركة عدم التعاون التي عمت البلاد احتجاجاً على حركة إصلاح الحصص في بنغلاديش 2024.
- 9 أغسطس - تحطم طائرة ركاب رحلة فويباس 2283 في فينيدو, ساو باولو, البرازيل بعد دخولها في ما بدا أنه دوران مسطح. كانت الطائرة، وهي طائرة ركاب توربينية من طراز إيه تي آر 72-500، تحلق من مطار كاسكافيل، كاسكافل، بارانا، إلى مطار غواروليوس الدولي، ساو باولو، وعلى متنها 58 راكباً وأربعة من أفراد الطاقم.
- 10 اغسطس
  - جيش الاحتلال الإسرائيلي يغير على مدرسة التابعين الشرعية في غزة مما أدى إلى مقتل 100 مدني فلسطيني وعشرات الإصابات والمفقودين.
- 11 أغسطس - أعلن الرئيس الأوكراني فولوديمير زيلينسكي أن الجيش الأوكراني شن توغلاً في منطقة كورسك (مدينة) داخل الأراضي الروسية بعد اشتباك مع الجيش الروسي وحرس الحدود الروسي في عملية هي الأولى من نوعها منذ الغزو الروسي لأوكرانيا والثانية من نوعها منذ الحرب العالمية الثانية.
- 14 أغسطس - أعلنت منظمة الصحة العالمية أن وباء جدري النسناس في إفريقيا, والذي يسمى بجدري القرود, هو حالات طوارئ الصحة العامة محل الاهتمام الدولي بعد انتشار الفيروس في وسط أفريقيا وتسجيل حالات في السويد وأمريكا وعدد من الدول.
- 17 أغسطس - نوسانتارا ستصبح العاصمة الجديدة لإندونيسيا، لتحل محل جاكرتا بالتزامن مع الاحتفال بذكرى إعلان استقلال إندونيسيا في نفس اليوم لكن مراسم انتقال العاصمة لم يحدث بسبب التأخير.
- 24 أغسطس - بدأ الجيش الإسرائيلي سلسلة من الضربات الاستباقية على مواقع وأهداف في جنوب لبنان. مصرع قُرابة 400 شخص في بارسالوغو ببوركينا فاسو على يد جماعة نصرة الإسلام والمسلمين المرتبطة بتنظيم القاعدة
- 28 أغسطس إلى 8 سبتمبر - انطلاق الألعاب البارالمبية الصيفية 2024 في باريس بعد انتهاء الألعاب الأولمبية الصيفية 2024.

### سبتمبر/أيلول
- 2 سبتمبر - أيدت المحكمة العليا البرازيلية قراراً بحظر منصة تويتر بسبب ما اعتبرته الحكومة البرازيلية معلومات مضللة متفشية في الموقع.
- 7 سبتمبر - فوز الرئيس الحالي عبد المجيد تبون في الانتخابات الرئاسية الجزائرية 2024 إذ حصل على 84.3% من الأصوات وفقاً لإعلان المحكمة الدستورية.
- 12 سبتمبر - أول عملية سير تجارية في الفضاء يقوم بها رجل الأعمال جاريد إيزاكمان كجزء من مهمة بولاريس داون والتي تشمل أيضاً أعلى مدار ارتفاعي من قبل طاقم بشري منذ برنامج أبولو.
- 17 سبتمبر - مقتل 37 شخصاً على الأقل وإصابة ما يزيد عن 3,200 آخرين جراء انفجارات أجهزة نداء يستخدمها عناصر وقياديُّون من حزب الله في لبنان وسوريا.
- 20 سبتمبر - إسرائيل تغتال زعيم حزب الله إبراهيم عقيل وعشرة من كبار القادة الآخرين في بيروت بعد اشتداد القتال بين إسرائيل وحزب الله في أعقاب انفجارات جهاز النداء التي وقعت في وقت سابق من الأسبوع.
- 23 سبتمبر - مقتل 569 شخصاً وجرح 1,835 آخرين في هجمات إسرائيل على لبنان في يوم هو الأكثر دموية في تاريخ الصراع بين حزب الله وإسرائيل على الإطلاق.
- 26 سبتمبر - حدوث إعصار هيلين, وهو أعنف إعصار في المحيط الأطلسي منذ إعصار ماريا في عام 2017, حيث وصل إلى اليابسة في فلوريدا كإعصار من الفئة الرابعة. بلغ عدد القتلى أكثر من 236 وتشريد أكثر من 685 مفقود.
- 27 سبتمبر - القوات الجوية الإسرائيلية تنفذ عملية اغتيال الأمين العام لحزب الله حسن نصر الله إثر غارة جوية على الضاحية الجنوبية في العاصمة اللبنانية بيروت.
- 30 سبتمبر - المملكة المتحدة تصبح أول دولة في مجموعة السبع تتخلص تدريجياً من طاقة الفحم لتوليد الكهرباء، بعد 142 عاماً من استخدام مصدر الطاقة.

### أكتوبر/تشرين الأول
- 1 أكتوبر
  - اجتياح قوات الجيش الإسرائيلي جنوب لبنان ووسعت صراعها مع حزب الله.
  - رداً على الهجوم الإسرائيلي ضد حزب الله في لبنان واغتيال حسن نصر الله، نفذت إيران هجوماً صاروخياً موسعاً بأكثر من 250 صاروخاً على إسرائيل في عملية أطلقت عليها اسم عملية الوعد الصادق 2.
- 3 أكتوبر إلى 20 أكتوبر - قيام كأس العالم للسيدات T20 في الإمارات العربية المتحدة.
- 3 أكتوبر - مقتل هاشم صفي الدين الرجل الثاني في حزب الله بعد استهداف غارة إسرائيلية للضاحية الجنوبية في بيروت.
- 6 أكتوبر - فوز الرئيس التونسي الحالي قيس سعيد في الانتخابات الرئاسية التونسية لولاية ثانية تمتد لـ 5 سنوات.
- 12 أكتوبر - اقتراب المذنب C/2023 A3, الذي يوصف بأنه "مذنب القرن", من الأرض.
- 13 أكتوبر - حققت SpaceX أول عودة ناجحة والتقاط معزز Super Heavy من Starship، أكبر وأقوى صاروخ يطير على الإطلاق.
- 16 أكتوبر - مقتل قائد حركة حماس يحيى السنوار نتيجة اشتباك مع القوات الإسرائيلية في جنوب قطاع غزة.
- 20 أكتوبر - استفتاء عضوية مولدوفا في الاتحاد الأوروبي وتمت الموافقة على الاستفتاء بفارق ضئيل.
- 30 أكتوبر - تشهد إسبانيا أسوأ فيضانات منذ نصف قرن حيث قتل أكثر من 200 شخص وفقد الكثيرون حيث هطلت الأمطار هذا العام في ثماني ساعات.

### نوفمبر/تشرين الثاني
- 5 نوفمبر
  - الانتخابات الرئاسية الأمريكية 2024: فوز دونالد ترامب في الانتخابات الرئاسية لولاية ثانية غير متتالية مع زميله في الترشح جي دي فانس, وهو أول مرشح يكون كذلك منذ جروفر كليفلاند في عام 1892.
  - أقال المستشار الألماني أولاف شولتس زعيم الحزب الديمقراطي الحر, كريستيان ليندنر من منصبه كوزير للمالية، مما أدى إلى استقالة وزيرين آخرين من الحزب الديمقراطي الحر وانهيار الائتلاف الحاكم.
- 9 نوفمبر - تفجير انتحاري في محطة سكة حديد كويتا في بلوشستان، باكستان, يقتل 26 شخصاً على الأقل. كان التفجير مدبراً من قبل جيش تحرير بلوشستان، وهي المرة الأولى التي تهاجم فيها المنظمة وسط كويتا.
- 11 نوفمبر إلى 22 نوفمبر - انعقاد مؤتمر الأمم المتحدة بشأن تغير المناخ 2024 في باكو, أذربيجان.
- 12 نوفمبر - يعلن جوستين ويلبي استقالته كرئيس أساقفة كانتربيري بعد نشر تقرير ينتقد تعامله مع إساءة استخدام الأطفال داخل كنيسة إنجلترا من قبل جون سميث.
- 13 نوفمبر - الانتخابات البرلمانية السريلانكية: تحالف السلطة الشعب الوطني للشعب الوطنية للرئيس أنورا كومارا ديسباناي في البرلمان السابع عشر لسريلانكا.
- 27 نوفمبر - شنت فصائل المعارضة السورية المنضوية تحت إدارة العمليات العسكرية بقيادة هيئة تحرير الشام عملية عسكرية بإسم "ردع العدوان" وتم تحرير جميع المساجين في السجون الرئيسية في المدن السورية.
- 29 نوفمبر - تحرير مدينة حلب بالكامل من قبل إدارة العمليات العسكرية ضمن عملية ردع العدوان.
- 30 نوفمبر إلى 5 ديسمبر - تحرير مدينة حماة من قبل إدارة العمليات العسكرية ضمن عملية ردع العدوان.

### ديسمبر/كانون الأول
• 5 ديسمبر - اقلاع اول طائرة Airbus A350 الخاصة بشركة Emirates من مدينة Toulouse وصولا حتي مدينه دبي بالإمارات
- 6 ديسمبر إلى 8 ديسمبر - تحرير مدينة حمص من قبل إدارة العمليات العسكرية ضمن عملية ردع العدوان.
- 7 ديسمبر - تعيد فتح كاتدرائية نوتردام للجمهور بعد أن تعرضت للتلف من قبل حريق هيكلي في عام 2019.
- 8 ديسمبر
  - تحرير العاصمة السورية دمشق بالكامل من قبل إدارة العمليات العسكرية ضمن عملية ردع العدوان, وسقوط نظام بشار الأسد الذي امتد 24 عامًا ، و سقوط حكم آل الأسد لسوريا الذي امتد قرابة 54 عاماً منذ انقلاب 1970 الذي نفذه حافظ الأسد, وهروب بشار الأسد خارج البلاد مع عائلته وتقديم اللجوء الإنساني في روسيا.
  - إسرائيل تطلق عملية لاحتلال المنطقة العازلة في محافظة القنيطرة السورية، وتشن عشرات الضربات الجوية بهدف تدمير القدرات الاستراتيجية للقوات المسلحة السورية.
- 14 ديسمبر - الجمعية الوطنية في كوريا الجنوبية تسحب الثقة من الرئيس يون سوك يول بعدما اتُهم بالخيانة العظمى لإعلانه الأحكام العرفية في البلاد.
- 20 ديسمبر - هجوم بسيارة في سوق عيد الميلاد بمدينة ماغديبورغ الألمانية يودي بحياة خمسة أشخاص وإصابة ما يزيد عن مائتين.
- 21 ديسمبر - انطلاق النسخة السادسة والعشرين من بطولة كأس الخليج العربي لكرة القدم في الكويت.
- 24 ديسمبر - الاحتفال في يوبيل 2025 الذي أعلنه البابا يوحنا بولس الثاني في نهاية اليوبيل الكبير عام 2000, سبقه يوبيل الرحمة الاستثنائي 2015-2016.
- 24 ديسمبر - جوكيش دومراجو يهزم دينغ لي رن ليفوز ببطولة العالم للشطرنج 2024.
- 25 ديسمبر - تحطم طائرة الخطوط الجوية الأذربيجانية الرحلة 8243 بالقرب من مطار أكتاو الدولي في كازاخستان، ما أدى لمصرع 38 شخصًا.
- 29 ديسمبر - تحطم طائرة طيران جيجو الرحلة رقم 2216 في مطار موان الدولي في كوريا الجنوبية، ما أدى لمصرع 179 راكبًا ونجاة اثنين فقط.
- 29 ديسمبر - وفاة الرئيس الأمريكي السابق جيمي كارتر، عن عمر تجاوز 100 عام.

## وفيات

### يناير

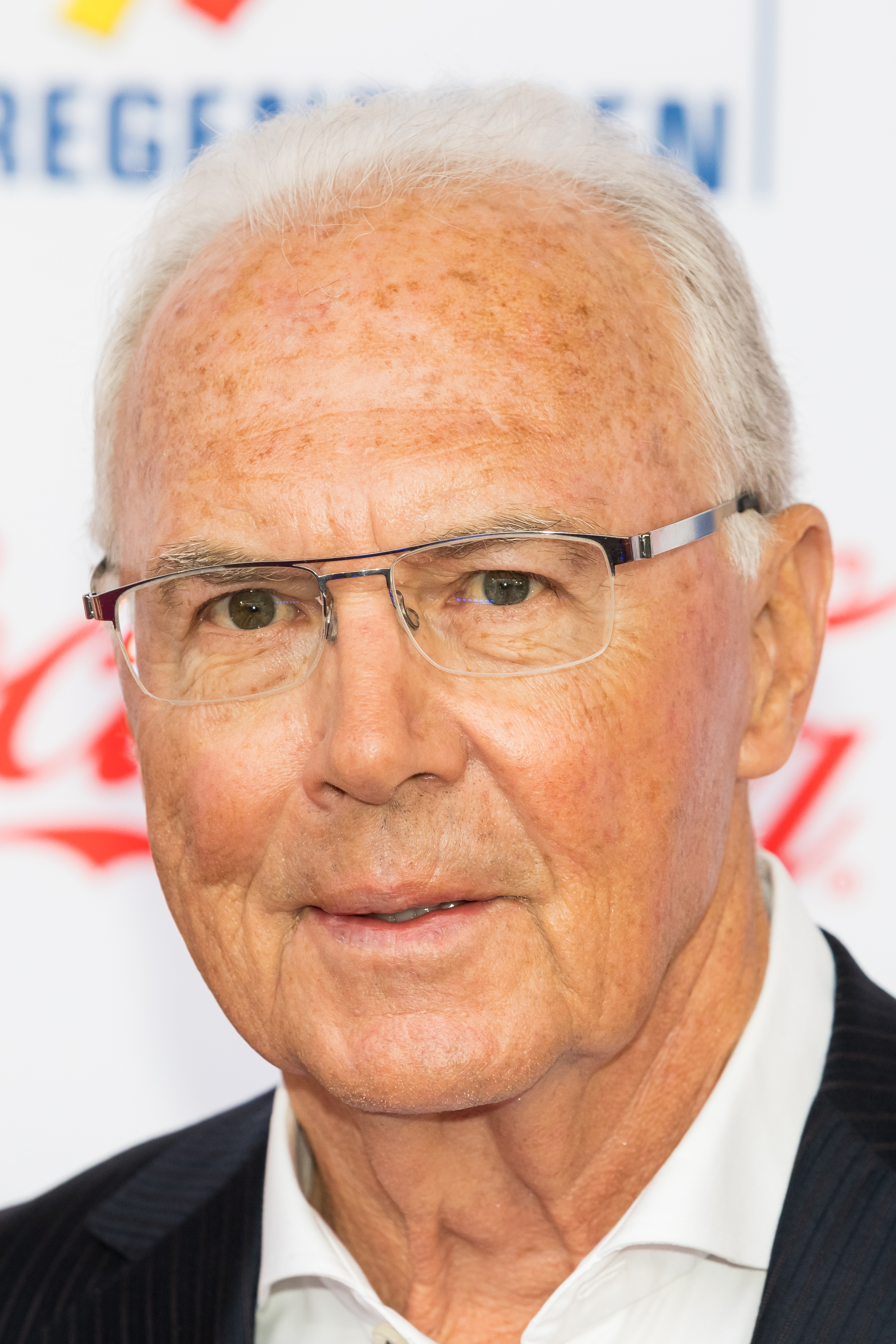
فرانز بكنباور

- 1 يناير:  مارسيا غاربي، لاعبة قوى كوبية.
- 1 يناير:  رياض الترك، ناشط سياسي وحقوقي سوري.
- 1 يناير:  خميس الشمري، سياسي ودبلوماسي تونسي.
- 2 يناير:  صالح العاروري، قيادي سياسي وعسكري فلسطيني.
- 2 يناير:  كارمين فاليرو، عدَّاءة إسبانية.
- 2 يناير:  تسفي زامير، قائد استخباراتي إسرائيلي.
- 4 يناير:  جلينز جونز، ممثلة بريطانية.
- 4 يناير:  مشتاق طالب السعيدي، قائد عسكري عراقي.
- 7 يناير:  حمزة الدحدوح، صحفي فلسطيني.
- 7 يناير:  مصطفى ثريا، صحفي فلسطيني.
- 7 يناير:  محمد بن عبد الرحمن الهدلق، باحث وناقد وأستاذ جامعي سعودي.
- 7 يناير:  فرانز بكنباور، لاعب كرة قدم ألماني.
- 11 يناير:  غيهب الغيهب، قاضٍ من أهل العلم الشرعي سعودي.
- 11 يناير:  نغم أبو سمرة، بطلة فلسطين في لعبة الكاراتيه.
- 11 يناير:  روث أشتون تايلور، مذيعة تلفازية أمريكية.
- 11 يناير:  أبريل فيري، مصممة أزياء أمريكية.
- 11 يناير:  غونزالو ليرا، مُدوِّن وروائي أمريكي تشيلي.
- 11 يناير:  لين مارتا، ممثلة أمريكية.
- 12 يناير:  بيل هايز، ممثل ومغني أمريكي.
- 13 يناير:  عبد الله سيدي، سياسي وقائد ثوري تيلندي.
- 13 يناير:  ميل بليث، لاعب كرة قدم إنجليزي.
- 13 يناير:  غسان مكانسي، ممثل سوري.
- 13 يناير:  جويس راندولف، ممثلة أمريكية.
- 13 يناير:  عبده زايد، ناقد وعالم بلاغي مصري.
- 14 يناير:  طوم بوردوم، كاتب أمريكي.
- 14 يناير:  هاورد والدرب، كاتب أمريكي.
- 14 يناير:  جيري كوكر، عازف جاز أمريكي.
- 15 يناير:  خورخي جريفا، لاعب كرة قدم أرجنتيني.
- 16 يناير:  لحسن زينون، مخرج ومصمم رقص مغربي.
- 16 يناير:  خوسيه أوغسطين، كاتب وصحفي مكسيكي.
- 16 يناير:  عميد خولي، صحفي سوري.
- 16 يناير:  عبد الخالق الجنبي، كاتب ومؤرخ وباحث سعودي.
- 17 يناير:  كنوت هيلتنس، لاعب قوى نرويجي.
- 17 يناير:  حسين ماضي، رسَّام ونحَّات لبناني.
- 17 يناير:  بيني مولر، لاعب كرة قدم هولندي.
- 17 يناير:  برايان بريت، شاعر وصحفي كندي.
- 17 يناير:  أليكس ساوث، لاعب كرة قدم إنجليزي.
- 17 يناير:  بندكت فيتزجيرالد، كاتب سيناريو أمريكي.
- 18 يناير:  محمد الغزي، شاعر وكاتب تونسي.
- 18 يناير:  راي هندرسون، لاعب كرة قدم إنجليزي.
- 18 يناير:  جون هيرست، لاعب كرة قدم إنجليزي.
- 18 يناير:  ميك إيفز، درَّاج بريطاني.
- 18 يناير:  ألان ميلس، لاعب كرة مضرب بريطاني.
- 18 يناير:  جوسيف هاس، متزلِّج سويسري.
- 18 يناير:  دونالد آدمسون، فيلسوف ومُؤرِّخ بريطاني.
- 19 يناير:  جاك بيرك الابن، لاعب غولف أمريكي.
- 19 يناير:  ماري وايس، مغنية أمريكية.
- 20 يناير:  عباس الجراري، سياسي ومؤرخ مغربي.
- 20 يناير:  آن إدواردز، كاتبة أمريكية.
- 21 يناير:  مختار حسني، لاعب كرة قدم تونسي.
- 21 يناير:  جون فرانكلين، كاتب وصحفي أمريكي.
- 22 يناير:  لويجي ريفا، لاعب كرة قدم إيطالي.
- 22 يناير:  طومي بلدوين، لاعب كرة قدم إنجليزي.
- 22 يناير:  غاري غراهام، ممثل أمريكي.
- 23 يناير:  تشارلز أوسغود، مذيع أمريكي.
- 23 يناير:  جان بوتي، لاعب كرة قدم فرنسي.
- 23 يناير:  تشارلز فرايد، محامي وقاضي أمريكي.
- 23 يناير:  ديفيد خان، كاتب ومُؤرِّخ أمريكي.
- 23 يناير:  ميلاني، مغنية أمريكية.
- 23 يناير:  مارغو سميث، مغنية أمريكية.
- 23 يناير:  زبير بوغنية، لاعب ومدرب كرة قدم تونسي.
- 26 يناير:  العامري فاروق، سياسي ورجل أعمال مصري.
- 29 يناير:  ساندرا ميلو، ممثلة إيطالية.
- 29 يناير:  إسكندر صفا، رجل أعمال لبناني فرنسي.
- 29 يناير:  هكتور سانابريا، لاعب كرة قدم مكسيكي.
- 30 يناير:  أكيم بنينج، ممثل ومخرج ألماني.
- 30 يناير:  عزيز صالح النومان، سياسي عراقي.
- 30 يناير:  إلين جيلكريست، كاتبة أمريكية.
- 31 يناير:  ماريو ليفي، كاتب تركي.
- 31 يناير:  ليف إريكسن، لاعب كرة قدم نرويجي.
- 31 يناير:  جون دودز، متسابق دراجات نارية أسترالي.
- 31 يناير:  جو ماديسون، مذيع أمريكي.

### فبراير

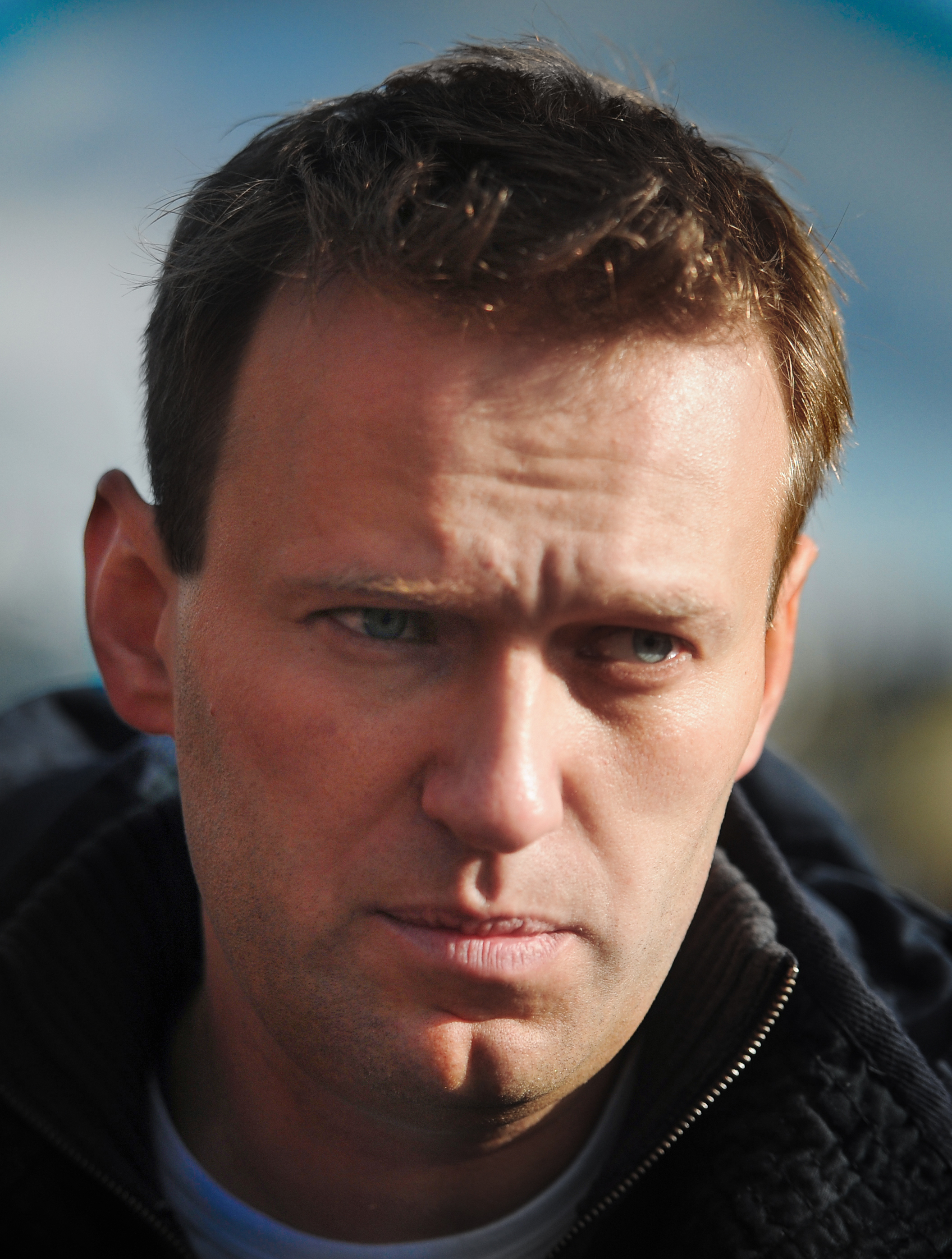
أليكسي نافالني

- 1 فبراير:  كارل ويذرز، ممثل ومخرج أمريكي.
- 2 فبراير:  دون موراي، ممثل ومخرج أمريكي.
- 2 فبراير:  آلف آلاتلي، كاتبة وفيلسوفة تركية.
- 2 فبراير:  جيم روينسكي، لاعب كرة سلة أمريكي.
- 2 فبراير:  فرنسيسكو يارا، لاعب كرة قدم مكسيكي.
- 2 فبراير:  دون موراي، ممثل أمريكي.
- 2 فبراير:  كريستوفر بريست، كاتب بريطاني.
- 2 فبراير:  غريغوري تشارلز ريفرز، ممثل أسترالي هونغكونغي.
- 3 فبراير:  فيتوريو عمانوئيل (أمير نابولي)، الابن الوحيد لأومبرتو الثاني، آخر ملوك إيطاليا.
- 3 فبراير:  أستون باريت، عازف قيثارة جامايكي.
- 3 فبراير:  عبد الله السعداوي، ممثل ومخرج بحريني.
- 3 فبراير:  هيلانة روخو، ممثلة مكسيكية.
- 4 فبراير:  هاكه كينكوب، رئيس جمهورية نامبيا.
- 4 فبراير:  كورت هامرين، لاعب كرة قدم سويدي.
- 4 فبراير:  حازم حسني، عالم سياسة وناشط سياسي مصري.
- 4 فبراير:  جياكومو لوسي، لاعب كرة قدم إيطالي.
- 5 فبراير:  جان مالوري، مستكشف وجغرافي فرنسي.
- 5 فبراير:  طوبي كيث، مغني أمريكي.
- 5 فبراير:  هيلغا باريس، مصورة ألمانية.
- 6 فبراير:  محمد بن سعيد أيت إيدر، مقاوم وسياسي مغربي.
- 6 فبراير:  جون بروتون، سياسي أيرلندي.
- 6 فبراير:  ميغيل أنخيل غونزاليس، لاعب كرة قدم إسباني.
- 7 فبراير:  مجدي نجيب، شاعر وفنان تشكيلي مصري.
- 7 فبراير:  فاطمة الجامعي الحبابي، أديبة وأكاديمية مغربية.
- 8 فبراير:  صبحي عيط، ممثل لبناني.
- 11 فبراير:  محمد الظواهري، ناشط إسلامي مصري.
- 16 فبراير:  أليكسي نافالني، مُعارض سياسي روسي.
- 18 فبراير:  خالد آل سيف، رجل أعمال سعودي.
- 19 فبراير:  عبد العزيز الهزاع، ممثل سعودي.
- 20 فبراير:  ممدوح بن سعود بن عبد العزيز آل سعود، أمير ولاعب كرة قدم سعودي.
- 20 فبراير:  ثناء دبسي، ممثلة سورية.
- 22 فبراير:  هاني الناظر، طبيب مصري.
- 26 فبراير:  فادي إبراهيم، ممثل ومخرج لبناني.
- 27 فبراير:  مكي عواد، ممثل عراقي.
- 29 فبراير:  لجينة الأصيل، كاتبة ورسامة وفنانة تشكيلية سورية.

### مارس
- 1 مارس:  حلمي بكر، مُلحِّن مصري.
- 1 مارس:  أكيرا تورياما، رسام مانغا ياباني.
- مارس:  فؤاد فتحي، مُطرب ومُلحن عراقي.
- 2 مارس:  محمد إمامي كاشاني، سياسي وعالم شيعي إيراني.
- 3 مارس:  منير ثابت، مسؤول رياضي وعسكري مصري.
- 4 مارس:  كيس ريجفيرس، لاعب ومدرب كرة قدم هولندي.
- 4 مارس:  جميل برسوم، مُمثل مصري.
- 5 مارس:  ديبرا بيرد، مغنية أمريكية.
- 5 مارس:  سيدسيل مورك، كاتبة وشاعرة نرويجية.
- 6 مارس:  محمد الشارخ، رجل أعمال كويتي.
- 7 مارس:  محمد عبد الجواد منصور، كاتب صحفي مصري.
- 7 مارس:  سون ميونغ سن، السيدة الأولى لكوريا الجنوبية.
- 7 مارس:  جان باتيست بورداس، لاعب ومدرب كرة قدم فرنسي.
- 7 مارس:  فرانسواز جارنر، مغنية فرنسية.
- 7 مارس:  ستيف لورانس، مغني وممثل أمريكي.
- 8 مارس:  عبده شريف، مطرب مغربي.
- 8 مارس:  هربرت كرومر، عالم فيزياء ألماني أمريكي.
- 10 مارس:  خالد باطرفي، أمير تنظيم القاعدة في جزيرة العرب.
- 10 مارس:  أحمد المحلاوي، عالم مسلم وداعية مصري.
- 11 مارس:  مروان عيسى، قائد عسكري فلسطيني.
- 13 مارس:  عبد الله القصير، عالم دين سعودي.
- 13 مارس:  حمدي السيد، طبيب وسياسي مصري.
- 13 مارس:  مارسيلو جانديني، مصمم سيارات إيطالي.
- 13 مارس:  فيليب ديغول، عسكري وسياسي فرنسي.
- 14 مارس:  جمال عبد الهادي، عالم مسلم ومُؤرِّخ مصري.
- 15 مارس:  سليم جبران، قاضٍ إسرائيلي من عرب الداخل.

### أبريل

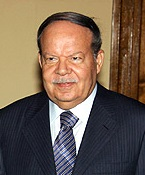
أحمد فتحي سرور

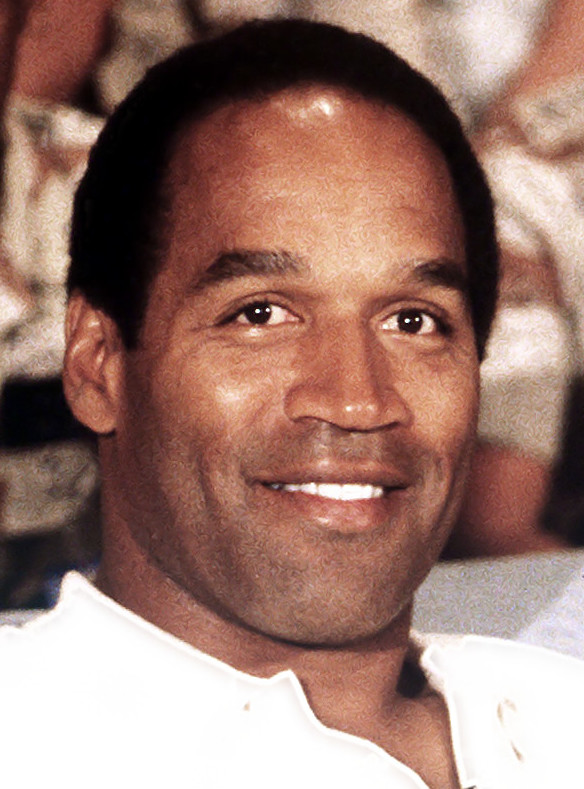
أو جيه سيمبسون

صلاح السعدني

عبد المجيد الزنداني

- 1 أبريل:  سامي ميخائيل، كاتب إسرائيلي عراقي الأصل.
- 1 أبريل:  محمد رضا زاهدي، قائد عسكري إيراني.
- 2 أبريل:  ماريز كوندي، روائية فرنسية.
- 2 أبريل:  جون سنكلير، شاعر أمريكي.
- 2 أبريل:  جون بارث، كاتب روائي أمريكي.
- 2 أبريل:  محمد أبو صعيليك، عالم بالحديث أردني.
- 2 أبريل:  كوكب حمزة، مُلحِّن وعازف عراقي.
- 2 أبريل:  خوان فيسنتي بيريز، مُعمِّر فائق فنزويلي.
- 3 أبريل:  ساندور مولر، لاعب كرة قدم مجري.
- 3 أبريل:  ألبرت هيث، عازف جاز أمريكي.
- 4 أبريل:  أبو ماريا القحطاني، قائد عراقي في تنظيم جبهة النصرة.
- 4 أبريل:  لين ريد بانكس، كاتبة بريطانية.
- 5 أبريل:  محمد بن عبد الله ديون، سياسي ومهندس حاسوب سنغالي.
- 6 أبريل:  أحمد فتحي سرور، رئيس مجلس الشعب المصري الأسبق.
- 10 أبريل:  أو جيه سيمبسون، لاعب أمريكي بارز في رياضة كرة القدم الأمريكية.
- 13 أبريل:  شيرين سيف النصر، مُمثلة مصرية.
- 15 أبريل:  منصف الحداوي، لاعب كرة قدم مغربي.
- 17 أبريل:  بير هينركسن، لاعب كرة قدم نرويجي.
- 17 أبريل:  محمد قجة، مُؤرِّخ سوري.
- 17 أبريل:  محمد مرزوقي، صحفي ومُعلق رياضي بالتلفزيون الجزائري.
- 18 أبريل:  برويز داودي، سياسي إيراني.
- 18 أبريل:  فرنسيس أوموندي أوغولا، رئيس أركان قوات الدفاع الكينية.
- 19 أبريل:  عدنان البرش، طبيب جراح عظام فلسطيني.
- 19 أبريل:  دانيال دينيت، فيلسوف أمريكي.
- 19 أبريل:  محمد فارس، رائد فضاء سوري.
- 19 أبريل:  صلاح السعدني، ممثل مصري.
- 19 أبريل:  سيغفيرد كيرستشين، حكم كرة قدم ألماني.
- 19 أبريل:  ماركوس ريفاس، لاعب كرة قدم مكسيكي.
- 20 أبريل:  ممدوح بن سعود بن عبد العزيز آل سعود، أمير سعودي.
- 21 أبريل:  تيري أندرسون، صحفي أمريكي.
- 22 أبريل:  عبد المجيد الزنداني، عالم مسلم يمني.
- 22 أبريل:  تشان روميرو، مغني أمريكي.
- 22 أبريل:  فيليب لودنباك، ممثل فرنسي.
- 23 أبريل:  تيري كارتر، ممثل أمريكي.
- 24 أبريل:  مارغريت لي، ممثلة بريطانية.
- 24 أبريل:  سعيد الشيشيني، لاعب كرة قدم مصري.
- 25 أبريل:  فيرينك أندرياس، مخرج سينمائي مجري.
- 25 أبريل:  لوران كانتيه، مخرج سينمائي فرنسي.
- 25 أبريل:  كايسا كورهونين، ممثلة ومغنية فنلندية.
- 25 أبريل:  مارلا آدامز، ممثلة أمريكي.
- 27 أبريل:  عبد الرحمن بن فيصل بن معمر، أديب كاتب واعلامي سعودي.
- 27 أبريل:  بودوين دي غير، لاعب كرة قدم هولندي.
- 27 أبريل:  منصور بن بدر بن سعود بن عبدالعزيز آل سعود، أمير سعودي.
- 28 أبريل:  فنسنت أوسوليفان، شاعر نيوزيلندي.
- 29 أبريل:  ميخايلو فومينكو، لاعب كرة قدم سوفيتي ثم أوكراني.
- 29 أبريل:  لويس مندوزا، لاعب كرة قدم فنزويلي.
- 29 أبريل:  عصام الشماع، مخرج وكاتب سيناريو مصري.
- 29 أبريل:  محمد رمضان، مُعلق رياضي سعودي.
- 30 أبريل:  كامل زير، كاتب وسياسي كوردي عراقي.

### مايو

عصام العطار

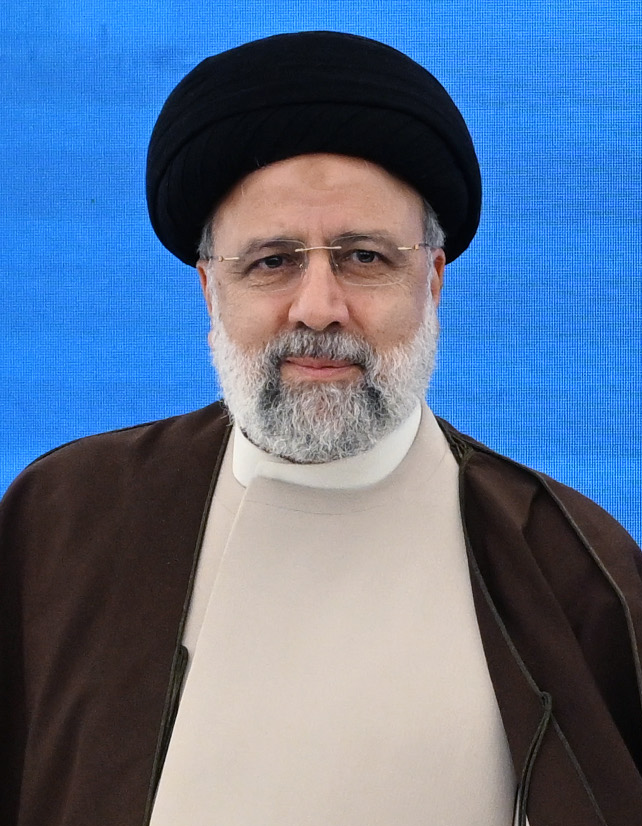
إبراهيم رئيسي

- 1 مايو:  طحنون بن محمد آل نهيان، سياسي ورجل أعمال إماراتي.
- 1 مايو:  إيان ميلور، لاعب كرة قدم إنجليزي.
- 1 مايو:  فيكتوريا بريغو، صحفية مذيعة تلفزيون إسبانية.
- 2 مايو:  حسنة البشارية، مغنية جزائرية.
- 2 مايو:  شاوكيه ديكسترا، لاعبة تزلج هولندية.
- 2 مايو:  عصام العطار، داعية إسلامي وكاتب ومفكر سوري.
- 2 مايو:  بروس أرنولد، كاتب وصحفي بريطاني.
- 2 مايو:  ديريك فورستر، لاعب كرة قدم إنجليزي.
- 2 مايو:  سوزان بكنر، ممثلة أمريكية.
- 3 مايو:  ديك روتان، طيَّار أمريكي.
- 4 مايو:  بدر بن عبد المحسن آل سعود، شاعر سعودي.
- 4 مايو:  إغناسيو بايون، سياسي إسباني.
- 4 مايو:  علي المطوع، ممثل عراقي.
- 4 مايو:  ديفيد ميسينا، صحفي إيطالي.
- 4 مايو:  آنا بانايوتوبولو، ممثلة يونانية.
- 4 مايو:  داغوبرتو فونتس، لاعب كرة قدم أوروغوياني.
- 4 مايو:  علاء شريتح، قائد عسكري فلسطيني.
- 5 مايو:  سيمونا بوستليروفا، ممثلة تشيكوسلوفاكية ثُمَّ تشيكيَّة.
- 5 مايو:  برنارد هيل، ممثل إنجليزي.
- 5 مايو:  سيزار لويس مينوتي، لاعب كرة قدم أرجنتيني.
- 5 مايو:  بلقاسم بوقنة، مطرب تونسي.
- 6 مايو:  هاريكومار، كاتب ومخرج هندي.
- 6 مايو:  براين وينزل، ممثل أسترالي.
- 6 مايو:  أندريه تريجانو، رجل أعمال فرنسي جزائري الأصل.
- 6 مايو:  إيان جيلدر، مُمثل بريطاني.
- 7 مايو:  عبد السلام عبد الرزاق، كاتب ومترجم هندي.
- 7 مايو:  كيم كي-نام، سياسي كوري شمالي.
- 8 مايو:  بول هولمز، لاعب كرة قدم إنجليزي.
- 8 مايو:  فيف باسباي، لاعب كرة قدم إنجليزي.
- 8 مايو:  جيوفانا ماريني، مغنية إيطالية.
- 9 مايو:  إبراهيم بابانجيدا، لاعب كرة قدم نيجيري.
- 9 مايو:  روجر كورمان، ممثل أمريكي.
- 9 مايو:  سيلفيو فازيو، صحفي وروائي إيطالي.
- 10 مايو:  باسم عبد الحميد حمودي، كاتب وأديب عراقي.
- 10 مايو:  علي السحيمات، سياسي أردني.
- 11 مايو:  سوزان باكليني، ممثلة أمريكية.
- 12 مايو:  مارك ديمون، ممثل أمريكي.
- 12 مايو:  عبد الستار البصري، ممثل عراقي.
- 13 مايو:  أليس مونرو، كاتبة كندية.
- 13 مايو:  طلال أبو ظريفة، سياسي فلسطيني.
- 14 مايو:  أيتن جوكتشر، ممثلة تركية.
- 15 مايو:  عبد اللطيف عبد الحميد، مخرج سوري.
- 15 مايو:  هشام عرفات، مهندس وسياسي مصري.
- 15 مايو:  إلدا بيرالتا، ممثلة مكسيكية.
- 15 مايو:  بربارة فاولر، ممثلة أمريكية.
- 15 مايو:  أحمد بيرو، مطرب مغربي.
- 16 مايو:  كارمن برنغير، شاعرة تشيلية.
- 16 مايو:  باري كيمب، .عالم مصريات بريطاني.
- 16 مايو:  زهراء حاتمي، ممثلة إيرانية.
- 17 مايو:  دابني كولمان، ممثل أمريكي.
- 17 مايو:  باد أندرسون، طيَّار أمريكي.
- 19 مايو:  علي الكوراني، عالم شيعي لبناني.
- 19 مايو: أبرز ضحايا تحطم مروحية ورزقان:
  -  محمد علي آل هاشم، سياسي وعالم شيعي إيراني.
  -  حسين أمير عبد اللهيان، سياسي ودبلوماسي إيراني.
  -  مالك رحمتي، سياسي إيراني.
  -  إبراهيم رئيسي، ثامن رؤساء الجمهورية في إيران.
- 20 مايو:  جيري كولينز، لاعب كرة قدم اسكتلندي.
- 22 مايو:  داريل هيكمان، ممثل أمريكي.
- 23 مايو:  إبراهيم الحيدري، عالم اجتماع وفيلسوف عراقي.
- 26 مايو:  طلعت حسين، ممثل باكستاني.
- 27 مايو:  سعود بن عبد العزيز بن محمد بن عبد العزيز آل سعود بن فيصل آل سعود، أمير سعودي.
- 27 مايو:  فيصل الخالد، سياسي كويتي.
- 27 مايو:  فؤاد شرف الدين، ممثل ومخرج لبناني.
- 27 مايو:  صلاح عمر العلي، سياسي ودبلوماسي عراقي.
- 29 مايو:  عبد القيوم كرزاي، سياسي ورجل أعمال أفغاني.
- 29 مايو:  منصور سيك، موسيقي ومغني سنغالي.
- 31 مايو:  جواو جوستينو أمارال دوس سانتوس، لاعب كرة قدم برازيلي.
- 31 مايو:  ماريان شيلدز روبنسون، والدة ميشيل أوباما زوجة الرئيس الأمريكي الرابع والأربعين باراك أوباما.

### يونيو
- 1 يونيو:  أرتور تشيلينغاروف، جغرافي وعالم محيطات وأرصاد وسياسي سوفيتي ثُمَّ روسي.
- 1 يونيو:  إريك أندرسون، ممثل أمريكي.
- 1 يونيو:  ماري لو باردو، عالمة وراثة أمريكية.
- 1 يونيو:  فيليب ليروي، ممثل فرنسي.
- 2 يونيو:  ديفيد ليفي، سياسي إسرائيلي مغربي الأصل.
- 2 يونيو:  جانيس بيج، ممثلة أمريكية.
- 3 يونيو:  سعيد عبد العظيم، من مشايخ الدعوة السلفية مصري.
- 3 يونيو:  بريجيته بيرلاين، مستشارة النمسا.
- 3 يونيو:  أرماندو سالفيستر، ممثل مكسيكي أمريكي.
- 4 يونيو:  أحمد شاه خان، ولي عهد أفغانستان.
- 4 يونيو:  طوم باور، ممثل أمريكي.
- 5 يونيو:  ألان ميلارد، مستشرق بريطاني.
- 6 يونيو:  نيقولاس بال، ممثل بريطاني.
- 6 يونيو:  ديفيد بواز، كاتب وفيلسوف أمريكي.
- 7 يونيو:  وليم أندرس، رائد فضاء أمريكي.
- 7 يونيو:  عبد الوهاب النفيسي، سياسي كويتي.
- 9 يونيو:  إدوارد كارول ستون، عالم فيزياء وفلك أمريكي.
- 9 يونيو:  سيمون كويل، مقدم تلفزيوني بريطاني.
- 9 يونيو:  وليم جوزيه دي أسيس فيلهو، لاعب كرة قدم برازيلي.
- 9 يونيو:  مايكل موسلي، صحفي ومذيع بريطاني.
- 10 يونيو:  ويلي كارلن، لاعب كرة قدم إنجليزي.
- 11 يونيو:  تيري ألكوك، لاعب كرة قدم إنجليزي.
- 11 يونيو:  فرانسواز هاردي، مغنية وممثلة فرنسية.
- 11 يونيو:  ماجد أبو مراحيل، لاعب قوى فلسطيني.
- 12 يونيو:  فياتشيسلاف زودوف، رائد فضاء سوفيتي ثُمَّ روسي.
- 13 يونيو:  فيصل المطوع، دبلوماسي كويتي.
- 14 يونيو:  فؤاد حميرة، ممثل وكاتب سيناريو سوري.
- 14 يونيو:  علي يعقوب جبريل، قائد عسكري سوداني.
- 16 يونيو:  نزار شقير، رائد أعمال لبناني.
- 21 يونيو:  ريم اللو، ممثلة فلسطينية.
- 22 يونيو:  صالح زين العابدين الشيبي، أستاذ جامعي سعودي.
- 29 يونيو:  لطيفة حمو، زوجة ملك المغرب الحسن الثاني.
- 29 يونيو:  يانغ سوك-إيل، كاتب كوري جنوبي.
- 29 يونيو:  محمد ظافر الوفائي، باحث ومحقق سوري.

### يوليو

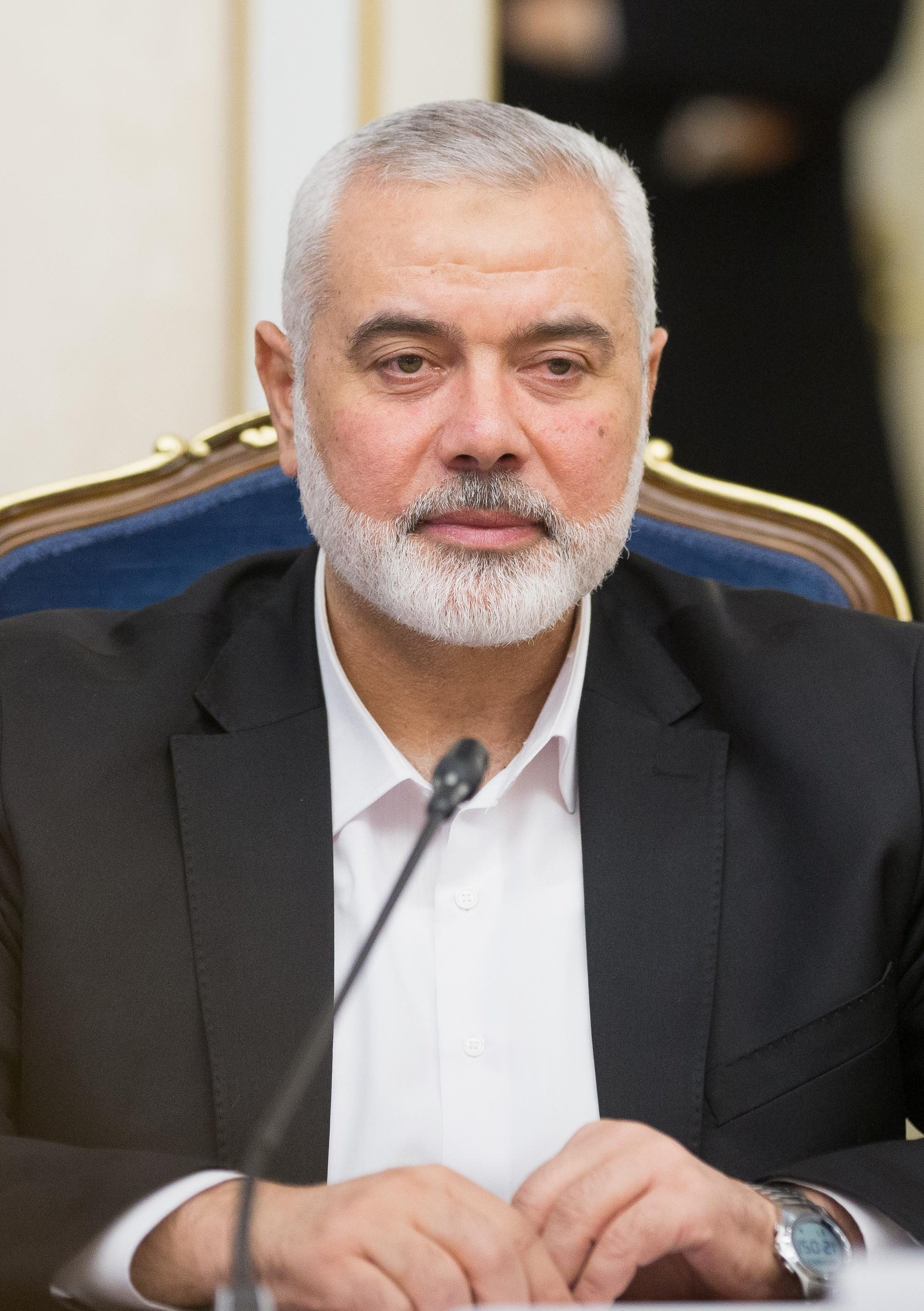
إسماعيل هنية

- 1 يوليو:  إسماعيل قادري، كاتب ألباني.
- 2 يوليو:  كوموناردو نيقولاي، لاعب كرة قدم إيطالي.
- 5 يوليو:  لونة الشبل، صحفية ومستشارة إعلامية سورية.
- 5 يوليو:  علي العبد الله السالم الصباح، سياسي وعسكري كويتي.
- 6 يوليو:  مصطفى الداسوكين، ممثل كوميدي مغربي.
- 6 يوليو:  محمد حاكم، رسام هزلي مصري.
- 6 يوليو:  ميرتا دياز بالارات، أولى زوجات الزعيم فيدل كاسترو.
- 7 يوليو:  إيهاب الغصين، سياسي ومهندس فلسطيني.
- 7 يوليو:  خوسيه ماريا ألفاريز، شاعر وكاتب ومترجم إسباني.
- 7 يوليو:  بنغت صمويلسون، عالم كيمياء حيوية سويدي.
- 7 يوليو:  برونو زانين، ممثل إيطالي.
- 8 يوليو:  يعقوب السبيعي، شاعر كويتي.
- 9 يوليو:  جيرزي ستور، ممثل بولندي.
- 9 يوليو:  محمد بن عبد اللطيف آل الشيخ، كاتب سعودي.
- 9 يوليو:  الهادي مهني، سياسي ووزير تونسي.
- 10 يوليو:  جو إنجل، رائد فضاء أمريكي.
- 11 يوليو:  ويلي كوسلووسكي، لاعب كرة قدم ألماني.
- 11 يوليو:  شيلي دوفال، ممثلة أمريكية.
- 12 يوليو:  تونكي دراخت، كاتبة للأطفال هولندية.
- 12 يوليو:  إيفان رايت، كاتب وصحفي أمريكي.
- 13 يوليو:  ليلى مزيان، سيدة أعمال وطبيبة مغربية.
- 13 يوليو:  روت هيسه، مغنية أوبرا ألمانية.
- 13 يوليو:  شانين دورتي، ممثلة أمريكية.
- 13 يوليو:  طوماس ماثيو كروكس، شاب أمريكي حاول اغتيال الرئيس الأمريكي دونالد ترامب.
- 14 يوليو:  أحمد السيد، كاتب وممثل سوري.
- 15 يوليو:  محمد علي سلطان العلماء، عالم وفقيه إماراتي.
- 15 يوليو:  جاك بوديه، ممثل فرنسي.
- 17 يوليو:  تامر ضيائي، ممثل مصري.
- 17 يوليو:  مرسيدس رومان، عدَّاءة مكسيكية.
- 18 يوليو:  عبد المنعم يونس، أديب وناقد مصري.
- 18 يوليو:  محمد علي محجوب، سياسي وكاتب وأستاذ جامعي مصري.
- 18 يوليو:  لو دوبز، صحفي وكاتب ومقدم إذاعي أمريكي.
- 18 يوليو:  بوب نيوهارت، ممثل وكوميدي أمريكي.
- 19 يوليو:  نغوين فو ترونغ، سياسي فيتنامي.
- 19 يوليو:  جوزيفينا قسطنطينو، كاتبة وراهبة فلبينية.
- 19 يوليو:  توماني دياباتاي، موسيقي مالي.
- 19 يوليو:  دريد كشمولة، سياسي عراقي.
- 20 يوليو:  إسماعيل بن سعد العتيق، عالم ومؤرِّخ ورحَّالة سعودي.
- 20 يوليو:  مواسير رودريغيز سانتوس، لاعب كرة قدم برازيلي.
- 21 يوليو:  أحمد فرحات، ممثل مصري.
- 21 يوليو:  إيفيلين طوماس، مغنية أمريكية.
- 22 يوليو:  فريد إدجو، كاتب روائي وشاعر تركي.
- 22 يوليو:  سعيد راد، ممثل وكاتب مسرحي إيراني.
- 22 يوليو:  وناس خليجان، فنان موسيقي تونسي.
- 22 يوليو:  محمد فريد التهامي، مسؤول وعسكري مصري.
- 24 يوليو:  محمد فاروق البطل، عالم مسلم وداعية سوري.
- 25 يوليو:  باسكال دانيل، مغني فرنسي.
- 26 يوليو:  جير كارلسن، لاعب كرة قدم نرويجي.
- 26 يوليو:  شارل جولييت، شاعر وكاتب فرنسي.
- 26 يوليو:  إرفين شتاين، لاعب كرة قدم ألماني.
- 27 يوليو:  لويس غالارزا، لاعب كرة قدم بوليفي.
- 27 يوليو:  إدنا أوبراين، كاتبة وشاعرة وروائية أيرلندي.
- 28 يوليو:  أرماندو لايرا، لاعب كرة قدم إكوادوري.
- 28 يوليو:  ميخائيل أمير اليونان والدنمارك، روائي وأمير يوناني.
- 28 يوليو:  فرانسين باسكال، كاتبة أمريكية.
- 30 يوليو:  فؤاد شكر، أحدُ القادة العسكريين في حزب الله اللبناني.
- 31 يوليو:  إسماعيل الغول، صحفي فلسطيني.
- 31 يوليو:  إسماعيل هنية، سياسي وقائد فلسطيني.

### أغسطس

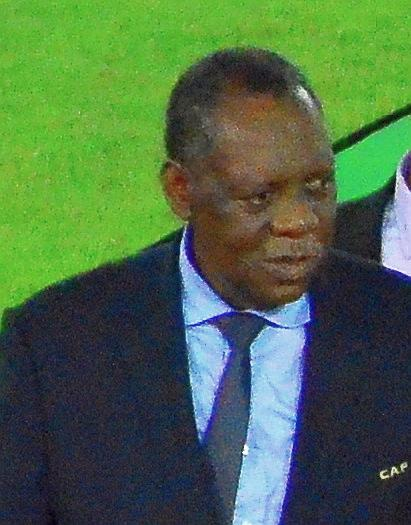
عيسى حياتو

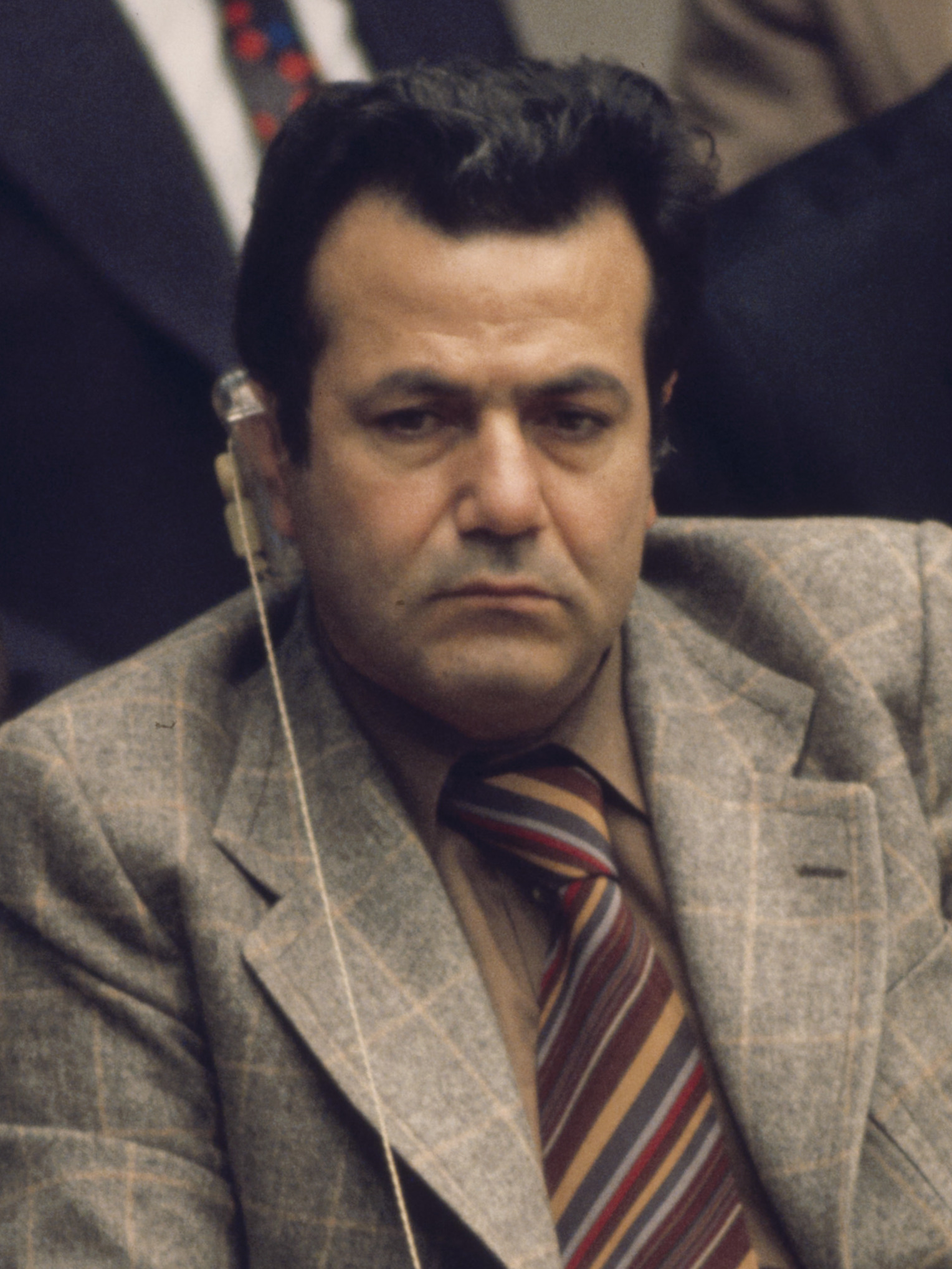
فاروق القدومي

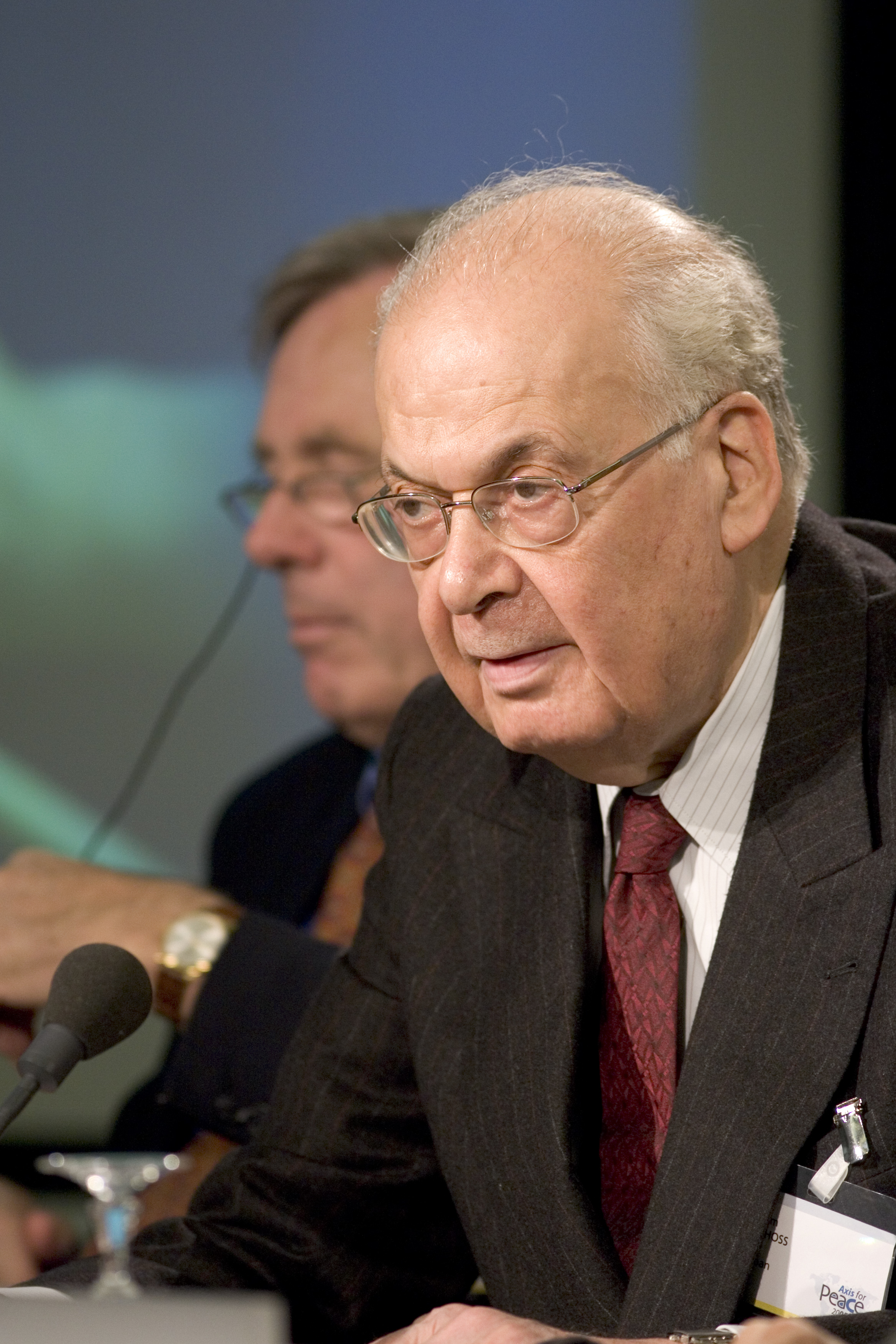
سليم الحص

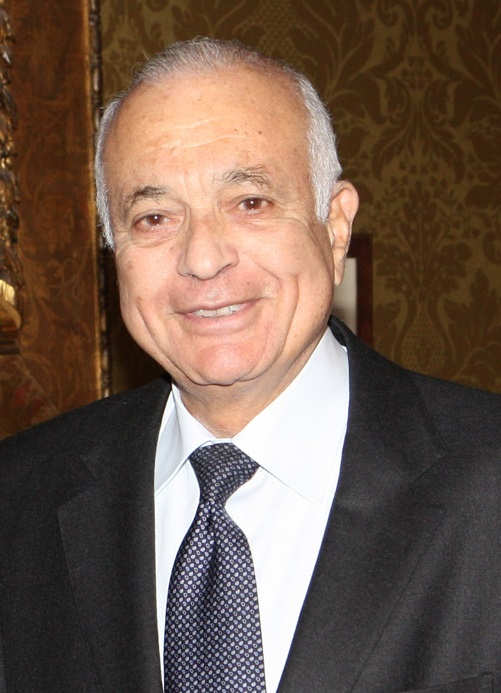
نبيل العربي

- 1 أغسطس:  بينا بوتين، ممثلة إيطالية.
- 1 أغسطس:  حسام شوقي، منتج فني مصري.
- 2 أغسطس:  حسن سامي يوسف، كاتب وناقد سينمائي فلسطيني.
- 3 أغسطس:  مصطفى موسى، ملاكم جزائري.
- 3 أغسطس:  كامل نجمي، إعلامي رياضي سوري.
- 4 أغسطس:  خوان رامون مارتينيز، لاعب كرة قدم سلفادوري.
- 5 أغسطس:  جيريمي سترونج، كاتب بريطاني.
- 5 أغسطس:  محمود بندق، ممثل مصري.
- 5 أغسطس:  إسماعيل بردييف، مُفتي شيخ دين روسي.
- 5 أغسطس:  أديليو، لاعب كرة قدم برازيلي.
- 5 أغسطس:  سيرجيو لوبيز، لاعب كرة قدم برازيلي.
- 6 أغسطس:  كوني شيومي، ممثلة جنوب إفريقية.
- 6 أغسطس:  بوبي طومسون، لاعب كرة قدم إنجليزي.
- 7 أغسطس:  باتريس لافونت، مقدم تلفزيوني فرنسي.
- 7 أغسطس:  جون ماكبرايد، رائد فضاء وعسكري أمريكي.
- 8 أغسطس:  بسام شبارو، ناشر ورجل أعمال لبناني.
- 8 أغسطس:  بلال الحسن، كاتب ومفكر فلسطيني.
- 8 أغسطس:  خوسيه فرناندو باوتيستا كوينتيرو، سياسي ودبلوماسي كولومبي.
- 8 أغسطس:  إدواردو غونزاليس رويز، لاعب ومدرب كرة قدم إسباني.
- 8 أغسطس:  عيسى حياتو، مسؤول رياضي كاميروني.
- 8 أغسطس:  خورخي رودريغيز، لاعب كرة قدم مكسيكي.
- 8 أغسطس:  ألان ليتل، لاعب ومُدرِّب كرة قدم إنجليزي.
- 8 أغسطس:  العربي نصرة، رجل أعمال وسياسي تونسي.
- 9 أغسطس:  أحمد عمر، من روَّاد صِحافة الأطفال مصري.
- 9 أغسطس:  سوزان وجسيكي، المدير التنفيذي لشركة يوتيوب امريكية.
- 9 أغسطس:  الصادق قمش، رسام تونسي.
- 9 أغسطس:  صلاح حسني، لاعب ومدير كرة قدم مصري.
- 10 أغسطس:  كارلوس خيرمان بيلي، كاتب وشاعر بيروفي.
- 11 أغسطس:  سمير شمص، ممثل لبناني.
- 12 أغسطس:  سالم العلي السالم الصباح، عميد أسرة آل صباح الحاكمة في الكويت.
- 12 أغسطس:  زيد الرفاعي، رئيس وزراء الأردن.
- 12 أغسطس:  راميرو بلاكوت، لاعب كرة قدم بوليفي.
- 12 أغسطس:  أنطونيو ديلفيم نيتو، عالم اقتصاد ووزير برازيلي.
- 12 أغسطس:  مارسيو سوزا، كاتب وروائي برازيلي.
- 12 أغسطس:  ويلي ليمكي، رياضي ومدير ألماني.
- 13 أغسطس:  سيد أحمد بلقدروسي، لاعب كرة قدم جزائري.
- 13 أغسطس:  تشارلز هيوز، مدرب كرة قدم إنجليزي.
- 13 أغسطس:  مورين مواناواسا، السيدة الأولى لزامبيا.
- 13 أغسطس:  بهنام سليم حبابة، مؤرخ عراقي.
- 14 أغسطس:  جورج قرم، خبير اقتصادي لبناني.
- 14 أغسطس:  دومينغو بيريز، لاعب كرة قدم أورغواني.
- 14 أغسطس:  لمنور مروش، مؤرخ جزائري.
- 15 أغسطس:  نوف بنت ناصر بن عبد العزيز آل سعود، أميرة سعودية.
- 15 أغسطس:  لويس مرماز، سياسي فرنسي.
- 15 أغسطس:  جاك راسيل، مغني أمريكي.
- 15 أغسطس:  إمري كومورا، لاعب كرة قدم هنغاري.
- 16 أغسطس:  محمد بسيوني، ممثل مصري.
- 16 أغسطس:  محمود سر الختم، سياسي سوداني.
- 17 أغسطس:  حمودي الحارثي، مُمثل عراقي.
- 17 أغسطس:  سيلفيو سانتوس، مقدم تلفزيوني برازيلي.
- 18 أغسطس:  فرانتشيسيك سمودا، لاعب ومدرب كرة القدم بولندي.
- 18 أغسطس:  موضي بنت سعود الكبير آل سعود، أميرة سعودية.
- 18 أغسطس:  فيل دوناهو، مقدم تلفزيوني أمريكي.
- 18 أغسطس:  ألان ديلون، ممثل فرنسي.
- 19 أغسطس:  الفاتح علي حسنين، داعية وسياسي وكاتب سوداني.
- 19 أغسطس:  سمية رمضان، أكاديمية وكاتبة مصرية.
- 19 أغسطس:  ماريا برانياس، معمرة إسبانية، (117 عامًا).
- 20 أغسطس:  هوشانغ هاريرشيان، ممثل كوميدي إيراني.
- 20 أغسطس:  إيفون ديلكور، ممثلة بلجيكية.
- 21 أغسطس:  فرنسيسكو غارسيا، لاعب كرة قدم إسباني.
- 21 أغسطس:  نيل ماكافيرتي، كاتبة أيرلندية.
- 22 أغسطس:  محمد لخصاصي، سفير وقيادي سياسي مغربي.
- 22 أغسطس:  ريم حامد، باحثة مصرية.
- 22 أغسطس:  فاروق القدومي، سياسي فلسطيني.
- 22 أغسطس:  غلام مرشد، كاتب بنغالي.
- 23 أغسطس:  كاثرين ريبيرو، مغنية وممثلة فرنسية.
- 24 أغسطس:  وليد الخطيب، داعية وشاعر سوري.
- 24 أغسطس:  كريستوف داوم، لاعب كرة قدم ومُدرب الماني.
- 25 أغسطس:  سليم الحص، سياسي وأكاديمي اقتصادي لبناني.
- 26 أغسطس:  نبيل العربي، أمين عام جامعة الدول العربية السابق مصري.
- 26 أغسطس:  جمال براوي، إعلامي كاتب صحفي مغربي.
- 27 أغسطس:  محمد أحمد الراشد، داعية إسلامي ومحام وصحفي عراقي.
- 28 أغسطس:  مفيد عبد ربه، سياسي وبرلماني فلسطيني.
- 29 أغسطس:  خافيير غوميز-نافارو، سياسي ووزير إسباني.
- 29 أغسطس:  محمد جابر أبو شجاع، قائدًا ميدانيًا بارزًا في الحركة المسلَّحة سرايا القدس.
- 29 أغسطس:  جان تشارلز تاتشيللا، كاتب سيناريو ومخرج أفلام فرنسي.
- 29 أغسطس:  أدولفو كاليستو، لاعب كرة قدم برتغالي.
- 30 أغسطس:  توهيتيا باكي، ملك شعب الماوري الأصلي في نيوزيلندا.
- 30 أغسطس:  فاتمان سكوب، مُغني راب أمريكي.
- 31 أغسطس:  سول بامبا، لاعب كرة قدم عاجي.

### سبتمبر

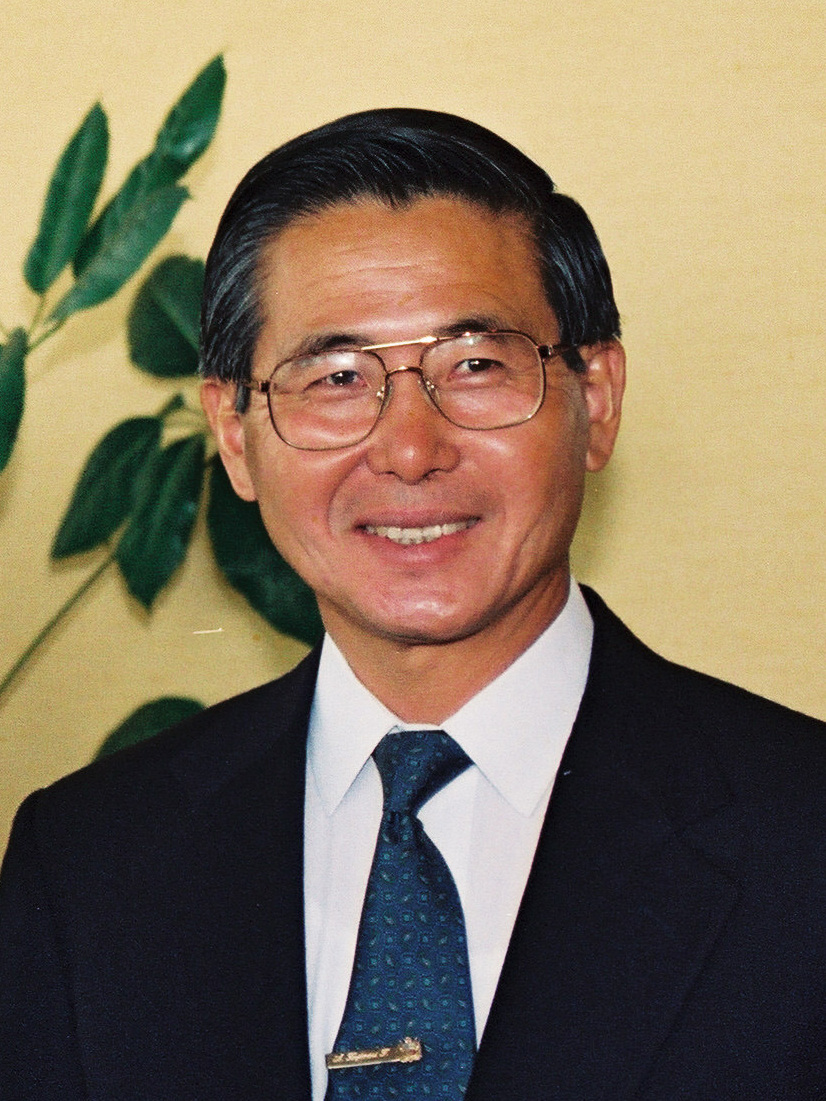
ألبرتو فوجيموري

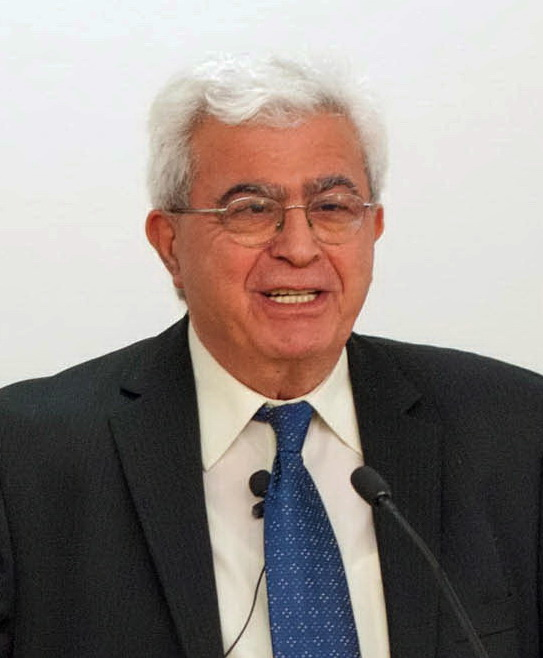
إلياس خوري

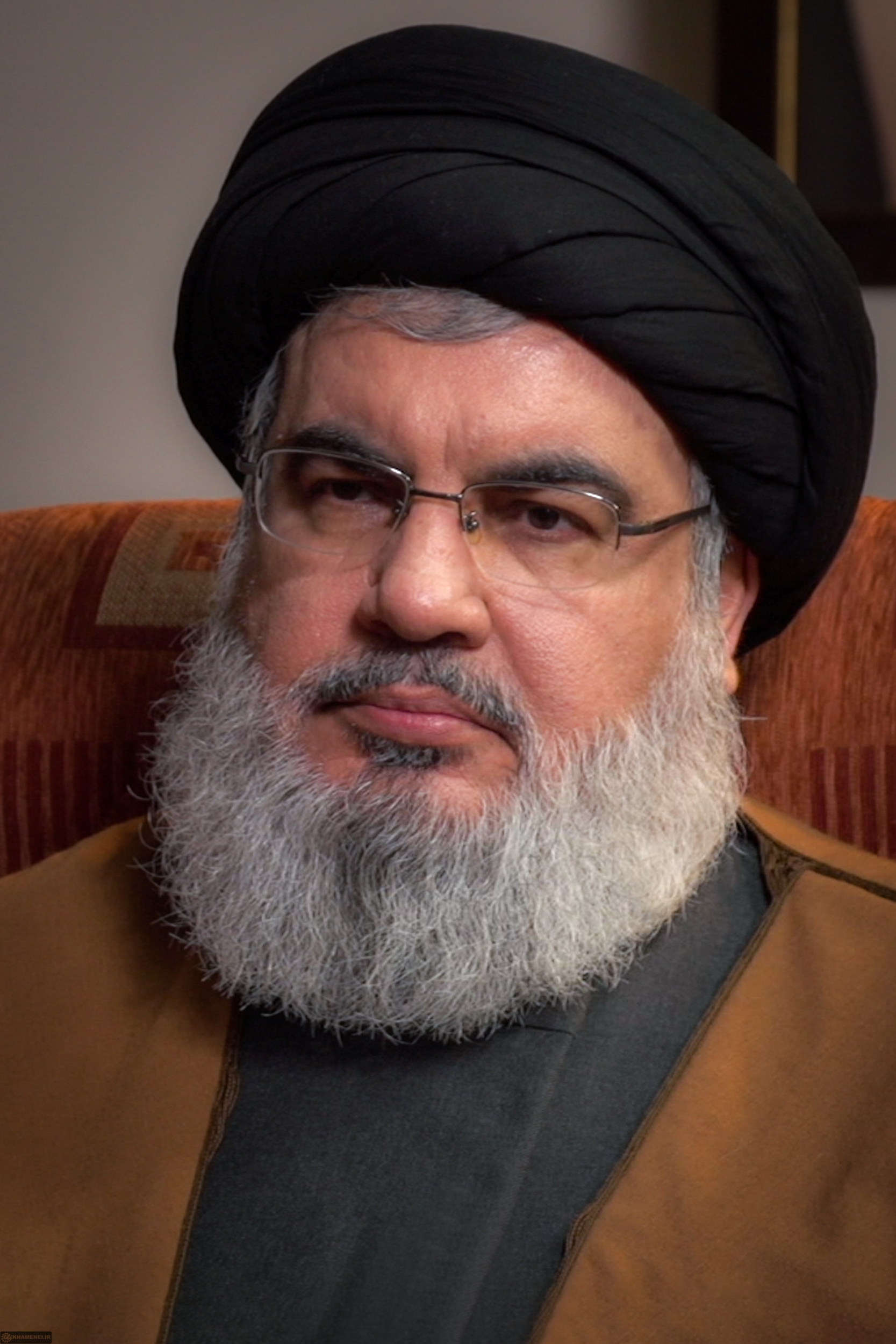
حسن نصر الله

- 1 سبتمبر : أنجيلز مارتينيز كاستيلس، سياسية إسبانية.
- 1 سبتمبر : سيرجيو ريفيرو، لاعب كرة قدم بوليفي.
- 1 سبتمبر : تيم بودن، مؤرخ ومقدم تلفزيوني وكاتب أسترالي.
- 2 سبتمبر : فاضل الحسیني الميلاني، عالم مسلم شيعي عراقي.
- 2 سبتمبر : جيمس دارين، مغني وممثل أمريكي.
- 2 سبتمبر : رودولفو هيرنانديز سواريز، سياسي كولومبي.
- 2 سبتمبر : ميك كولين، لاعب كرة قدم اسكتلندي.
- 2 سبتمبر : بات لويس، مغنية أمريكية.
- 2 سبتمبر : رشاد أبو سخيلة، ممثل وشاعر فلسطيني.
- 3 سبتمبر : لطيفة بنت عبد العزيز آل سعود، أميرة سعودية.
- 3 سبتمبر : جورج شكور، شاعر لبناني.
- 3 سبتمبر : كلايف فريمان، لاعب كرة قدم إنجليزي.
- 3 سبتمبر : ألبرتو خورخي، لاعب ومدرب كرة قدم أرجنتيني.
- 4 سبتمبر : هيرميس راميريز، لاعب قوى كوبي.
- 5 سبتمبر : خورخي ريفيرا لوبيز، ممثل أرجنتيني.
- 6 سبتمبر : رون يتس، لاعب ومدرب كرة قدم اسكتلندي.
- 6 سبتمبر : ريبيكا هورن، فنانة ألمانية.
- 7 سبتمبر : حلمي التوني، فنان تشكيلي مصري.
- 7 سبتمبر : تشيزاري بولي، لاعب كرة قدم إيطالي.
- 7 سبتمبر : جيمس ماثيوز، صحفي وشاعر جنوب أفريقي.
- 7 سبتمبر : دان مورغينسترن، كاتب وناقد موسيقي وصحفي أمريكي نمساوي.
- 8 سبتمبر : هيني مون، ممثلة نرويجية.
- 8 سبتمبر : طارق علي حسن، ملحن وموسيقي مصري.
- 9 سبتمبر : جيمس إيرل جونز، ممثل أمريكي.
- 9 سبتمبر : كاترينا فالينتي، مغنية وممثلي فرنسية.
- 10 سبتمبر : فرانكي بيفرلي، مغني وموسيقي أمريكي.
- 10 سبتمبر : بري صابري، مخرجة إيرانية.
- 11 سبتمبر : ألبرتو فوجيموري، رئيس جمهورية البيرو.
- 11 سبتمبر : كينيث كوب، ممثل بريطاني.
- 11 سبتمبر : إيهاب جلال، لاعب ومدرب كرة قدم مصري.
- 11 سبتمبر : كينيث كوب، ممثل بريطاني.
- 11 سبتمبر : إيبسن مارتينيز، كاتب وصحفي فنزويلي.
- 12 سبتمبر : صفية بن زقر، فنانة تشكيلية سعودية.
- 12 سبتمبر : سانتي كوتش، لاعب ومدرب كرة قدم إسباني.
- 13 سبتمبر : طومي كاش، موسيقي ومغني أمريكي.
- 13 سبتمبر : عماد عمران، مناضل فلسطيني.
- 14 سبتمبر : جابر مبارك الحمد الصباح، سياسي كويتي.
- 14 سبتمبر : ناهد رشدي، ممثلة مصرية.
- 15 سبتمبر : إلياس خوري، قاص وروائي لبناني.
- 15 سبتمبر : نايف جراد، سياسي وأكاديمي فلسطيني.
- 15 سبتمبر : تيتو جاكسون، مغني أمريكي.
- 16 سبتمبر : أنور جسام، لاعب ومدرب كرة قدم عراقي.
- 16 سبتمبر : بيتر غرين، مؤرخ بريطاني.
- 17 سبتمبر : نيلسون ديميل، كاتب وروائي أمريكي.
- 17 سبتمبر : محمد محمود ولد محمدو، سياسي وأكاديمي موريتاني.
- 17 سبتمبر : جي دي ساوثر، مغني وممثل أمريكي.
- 18 سبتمبر : سالفاتوري سكيلاتشي، لاعب كرة قدم إيطالي.
- 20 سبتمبر : حسين غندور، قيادي في حزب الله اللبناني.
- 20 سبتمبر : إبراهيم عقيل، قيادي في حزب الله اللبناني.
- 20 سبتمبر : أحمد محمود وهبي، قيادي في حزب الله اللبناني.
- 20 سبتمبر : ديفيد غراهام، ممثل بريطاني.
- 21 سبتمبر : زاهر الغافري، شاعر عماني.
- 21 سبتمبر : نعيم الأشهب، سياسي ومناضل فلسطيني.
- 22 سبتمبر : محمود رضا حامد، شاعر فلسطيني سوري.
- 23 سبتمبر : محمود صفا، ممثل سوري.
- 23 سبتمبر : عاصم بارس، لاعب كرة سلة تركي بوسنوي.
- 23 سبتمبر : ثاندي بولاك، لاعب كرة قدم فرنسي.
- 23 سبتمبر : أمادو مختار مبو، مفكر سنغالي.
- 24 سبتمبر : بيير وليم غلين، مخرج فرنسي.
- 26 سبتمبر : حمادة عبد الحليم، ممثل مصري.
- 26 سبتمبر : محمد سالم باهيصمي، شاعر يمني.
- 26 سبتمبر : سامي مسلم، سياسي وكاتب وباحث فلسطيني.
- 27 سبتمبر : فابيان كاباييرو، لاعب كرة قدم أرجنتيني بارغوياني.
- 27 سبتمبر: أبرز ضحايا عملية اغتيال حسن نصر الله في بيروت:
  -  حسن نصر الله، الأمين العام لحزب الله اللبناني.
  -  علي كركي، قائد الجبهة الجنوبية لحزب الله.
  -  عباس نيلفروشان، نائب قائد الحرس الثوري الإيراني.
- 28 سبتمبر : جاكوس تيغيلس، لاعب كرة قدم بلجيكي.
- 28 سبتمبر : رشاد أبو شاور، كاتب روائي فلسطيني.
- 28 سبتمبر : نبيل قاووق، سياسي لبناني شغل منصب نائب رئيس المجلس التنفيذي لحزب الله.
- 28 سبتمبر : كريس كريستوفيرسن، نجم موسيقى الريف أمريكي.
- 29 سبتمبر : محمد المكي إبراهيم، شاعر سوداني.
- 29 سبتمبر : رون إلي، ممثل وروائي أمريكي (طرازان).
- 29 سبتمبر : عصمت دندش، باحثة ومؤرِّخة مصرية-مغربية.
- 30 سبتمبر : ديكيمبي موتومبو، نجم كرة السلة أمريكي.

### أكتوبر

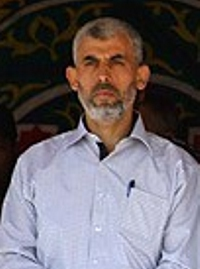
يحيى السنوار

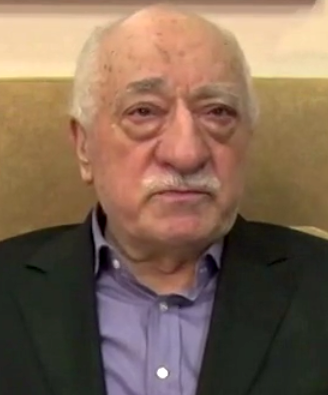
فتح الله كولن

حسن يوسف (ممثل)

مصطفى فهمي

- 1 أكتوبر:  دينلسون كوستوديو ماتشادو، لاعب كرة قدم برازيلي.
- 1 أكتوبر:  صفاء أحمد، مذيعة تلفزيونية سورية.
- 2 أكتوبر:  محمد محمد الشحات، شاعر مصري.
- 2 أكتوبر:  مارتن شرودر، طيار ورجل أعمال هولندي.
- 2 أكتوبر:  سلام زيدان، مذيع وإعلامي عراقي
- 3 أكتوبر:  ميشيل بلان، ممثل ومخرج فرنسي.
- 3 أكتوبر:  بيير كريستن، كاتب فرنسي.
- 3 أكتوبر:  سيد موريرا، مذيع أخبار في التلفزيون برازيلي.
- 3 أكتوبر:  هاشم صفي الدين، سياسي وعالم شيعي لبناني.
- 4 أكتوبر:  سامي بن عبد الله العبيدي، اقتصادي سعودي.
- 4 أكتوبر:  ليا بيركلي، لاعبة كرة مضرب إيطالية.
- 4 أكتوبر:  أناتولي كونيكوف، لاعب كرة قدم سوفييتي-اوكراني.
- 5 أكتوبر:  بدر الدجى تشودري، رئيس بنغلاديش.
- 5 أكتوبر:  نعيمة المشرقي، ممثلة مغربية.
- 6 أكتوبر:  يوهان نيسكينز، لاعب كرة قدم هولندي.
- 7 أكتوبر:  سلطان بن محمد بن سعود الكبير، أمير سعودي.
- 7 أكتوبر:  سيسي هوستون، مغنية وموسيقية أمريكية.
- 8 أكتوبر:  أحمد سالم، لاعب كرة قدم سعودي.
- 9 أكتوبر:  جورج بالدوك، لاعب كرة قدم يوناني.
- 9 أكتوبر:  راتان تاتا، رجل أعمال هندي.
- 10 أكتوبر:  شوقي أبي شقرا، شاعر لبناني.
- 10 أكتوبر:  إثيل كينيدي، نجمة اجتماعية أمريكية.
- 10 أكتوبر:  بيتر كورماك، لاعب ومدرب كرة قدم اسكتلندي .
- 11 أكتوبر:  روجر براون، ممثل أمريكي.
- 11 أكتوبر:  عابد كشميري، ممثل سينمائي باكستاني.
- 12 أكتوبر:  أليكس ساموند، رئيس حكومة اسكتلندي.
- 12 أكتوبر:  كا، مغنّ راب أمريكي.
- 12 أكتوبر:  ليليان شوارتز، مخرجة سينمائية أمريكية.
- 12 أكتوبر:  عبد الكريم السبعاوي، روائي فلسطيني.
- 13 أكتوبر:  محمد المورالي، ممثل تونسي.
- 14 أكتوبر:  سمير نوح، قائد عسكري حرب اكتوبر مصري.
- 14 أكتوبر:  مصطفى حجازي، عالم نفس ومفكر لبناني.
- 15 أكتوبر:  بلعيد لاكارن، حكم كرة قدم دولي جزائري.
- 15 أكتوبر:  صالح الناخبي، إعلامي يمني.
- 15 أكتوبر:  أنطونيو سكارميتا، كاتب روائي تشيلي.
- 16 أكتوبر:  يحيى السنوار، سياسي و قائد فلسطيني.
- 16 أكتوبر:  آمنة الطبيشي، إعلامية أردنية.
- 16 أكتوبر:  ليام باين، مغني إنجليزي.
- 17 أكتوبر:  عبد المجيد سلطان كيجاب، سباح ومرشح رئاسي سوداني.
- 17 أكتوبر:  ميتزي غاينور، ممثلة وراقصة أمريكية.
- 18 أكتوبر:  سعيد خورشيد، طبيب عيون فلسطيني.
- 18 أكتوبر:  حمود بن عبد الله آل خليفة، سياسي ودبلوماسي بحريني.
- 18 أكتوبر:  دونالد بروس ريدفورد، عالم مصريات كندي.
- 18 أكتوبر:  حسن عثمان، لاعب ومدرب كرة قدم قطري.
- 18 أكتوبر:  محاسن الخطيب، فنانة تشكيلية فلسطينية.
- 18 أكتوبر:  ميشيل روكيجوفري، ضابط كبير من الجيش الفرنسي.
- 18 أكتوبر:  هاينز ألدينجر، حكم كرة قدم ألماني.
- 19 أكتوبر:  آمون عبد الله، صحفية سويدية-صومالية
- 21 أكتوبر:  فتح الله كولن، مفكر إسلامي وداعية تركي.
- 21 أكتوبر:  عبد الله الطويل، سياسي ووزير كويتي.
- 21 أكتوبر:  ميمي هاينز، مغنية أمريكية.
- 21 أكتوبر:  شحتة الإسكندراني، لاعب كرة قدم مصري.
- 21 أكتوبر:  كريستين بواسون، ممثلة سينمائية فرنسية.
- 23 أكتوبر:  لي سانغ ديوك، سياسي كوري جنوبي.
- 23 أكتوبر:  جاك جونز، مغني وممثل أمريكي.
- 23 أكتوبر:  غوستافو أدولفو إسبينا سلغيرو، رئيس جمهورية غواتيمالا.
- 24 أكتوبر:  عبد العزيز برادة، لاعب كرة قدم مغربي.
- 24 أكتوبر:  غاري إنديانا، كاتب روائي أمريكي.
- 25 أكتوبر:  زي كارلوس، لاعب كرة قدم برازيلي.
- 25 أكتوبر:  ديفيد هاريس، ممثل أمريكي.
- 26 أكتوبر:  شريفة ماهر، ممثلة مصرية.
- 27 أكتوبر:  مصطفى شاهين، لاعب كرة قدم فلسطيني.
- 27 أكتوبر:  بول بيلي، كاتب روائي بريطاني.
- 27 أكتوبر:  يعقوب تيرنر، قائد عسكري إسرائيلي.
- 27 أكتوبر:  ليلي لي، ممثلة صينية.
- 29 أكتوبر:  تيري جار، ممثلة أمريكية.
- 29 أكتوبر:  حسن يوسف، مُمثل مصري.
- 30 أكتوبر:  مصطفى فهمي، ممثل مصري.
- 30 أكتوبر:  الطاهر زبيري، أول رئيس أركان للجيش الجزائري.
- 30 أكتوبر:  إريك كلوسن، ممثل دنماركي.
- 30 أكتوبر:  بيدرو سارمينتو، لاعب ومدرب كرة قدم كولومبي.
- 30 أكتوبر:  جيوفاني سيانفريجليا، ممثل سينمائي إيطالي.
- 31 أكتوبر:  كاندي ديفين، مغنية أسترالية.
- 31 أكتوبر:  مشعل القملاس، ممثل كويتي.
- 31 أكتوبر:  شفكو عمر باشيتش، عالم مسلم يوغوسلافي ثُمَّ كرواتي.
- 31 أكتوبر:  باسيليوس توما الأول، ثالث جثالقة السريان اليعاقبة في الهند.

### نوفمبر
- 1 نوفمبر:  مصطفى عبد الرحمن، مخرج جزائري.
- 1 نوفمبر:  منتصر الشعيبي، لاعب كرة قدم تونسي.
- 2 نوفمبر:  آلان راشينز، ممثل أمريكي.
- 2 نوفمبر:  يعقوب كوهين، ممثل إسرائيلي مغربي الأصل.
- 3 نوفمبر:  عبد الرزاق شريط، كاتب وسياسي تونسي.
- 4 نوفمبر:  جمال حمودة، ممثل جزائري.
- 6 نوفمبر:  دوروثي أليسون، كاتبة وناشطة نسوية أمريكية.
- 6 نوفمبر:  طوني تود، ممثل أمريكي.
- 7 نوفمبر:  أحمد يحي ولد الشيخ ودي، عالم دين موريتاني.
- 7 نوفمبر:  زغلول وهبة، قائد عسكري مصري.
- 7 نوفمبر:  يورغن بيكر، كاتب ومترجم ألماني.
- 8 نوفمبر:  رشيد مخلوفي، لاعب كرة قدم جزائري.
- 8 نوفمبر:  محمد المالكي، لاعب كرة قدم بحريني.
- 8 نوفمبر:  جنفييف جراد، ممثلة فرنسية.
- 8 نوفمبر:  صالح مهدي السامرائي، داعية وباحث ومؤرخ عراقي.
- 8 نوفمبر:  ميخائيل إيتان، سياسي إسرائيلي.
- 9 نوفمبر:  حسن أقصبي، لاعب كرة قدم مغربي.
- 9 نوفمبر:  هاشم صديق، شاعر سوداني.
- 9 نوفمبر:  دلهي جانيش، ممثل هندي.
- 9 نوفمبر:  رام نارايان، موسيقي هندي.
- 10 نوفمبر:  عبد القادر لشهب، لاعب كرة قدم ودبلوماسي مغربي.
- 10 نوفمبر:  محمد إبراهيم أبو سنة، شاعر مصري.
- 10 نوفمبر:  إينيس فرنانديز مورينو، روائية أرجنتينية.
- 11 نوفمبر:  جوشكون طاش، لاعب كرة قدم تركي.
- 11 نوفمبر:  وليم راديشي، كاتب ومترجم بريطاني.
- 12 نوفمبر:  مانوج ميترا، ممثل ومخرج هندي.
- 12 نوفمبر:  سونغ جاي ريم، ممثل وعارض أزياء كوري جنوبي.
- 12 نوفمبر:  سعيد بن مصطفى، سياسي ودبلوماسي تونسي.
- 12 نوفمبر:  ليانغ قوانجلي، قائد عسكري وزير دفاع صيني.
- 12 نوفمبر:  بينت ميدينغ، ممثل ومخرج دنماركي.
- 12 نوفمبر:  جوان خوري، عالمة نبات ووراثة أمريكية لبنانية الأصل.
- 12 نوفمبر:  طوماس يوجين كيرتز، عالم حاسوب أمريكي.
- 12 نوفمبر:  فارديس فاردينوجيانيس، رجل أعمال يوناني.
- 13 نوفمبر:  ميودراغ كوستيتش، رائد أعمال صربي.
- 13 نوفمبر:  تيودور أولسون، محامٍ أمريكي.
- 13 نوفمبر:  عبد الدائم بن زين الدين، سياسي واقتصادي ماليزي.
- 14 نوفمبر:  فاديم بروفتسف، سياسي روسي.
- 14 نوفمبر:  عمار بوقس، صحفي سعودي.
- 15 نوفمبر:  يوريكو أميرة ميكاسا، أميرة يابانية.
- 15 نوفمبر:  سلوى أبو خضرا، تربوية وسياسية فلسطينية.
- 15 نوفمبر:  أحمد محمد محمود سيلانيو، رئيس الصومال.
- 16 نوفمبر:  عبد الحميد مراكشي، لاعب كرة قدم جزائري
- 17 نوفمبر:  برنار شياريلي، لاعب ومُدرِّب كرة قدم فرنسي.
- 17 نوفمبر:  معزز علمية جيغ، عالمة آثار عُثمانيَّة ثُمَّ تُركيَّة.
- 17 نوفمبر:  هوغو فيلافيردي، لاعب كرة قدم أرجنتيني.
- 17 نوفمبر:  ألان سفينسون، ممثل سويدي.
- 18 نوفمبر:  باولو ألكسندر، مغني وممثل برتغالي.
- 21 نوفمبر:  يوسف محمد، إعلامي بحريني.
- 21 نوفمبر:  فيسنتي دي لا ماتا، لاعب كرة قدم أرجنتيني.
- 21 نوفمبر:  عادل الفار، ممثل مصري.
- 23 نوفمبر:  محمد رحيم، مُلحن مصري.
- 24 نوفمبر:  محمد شاكر، محامٍ وسياسي تونسي.
- 24 نوفمبر:  عصمت رشيد، مطرب وملحن سوري.
- 30 نوفمبر:  صالح خلفاوي، كاتب روائي عراقي.
- 30 نوفمبر:  جودت الملط، رئيس الجهاز المركزي للمحاسبات مصري.

### ديسمبر

نبيل الحلفاوي

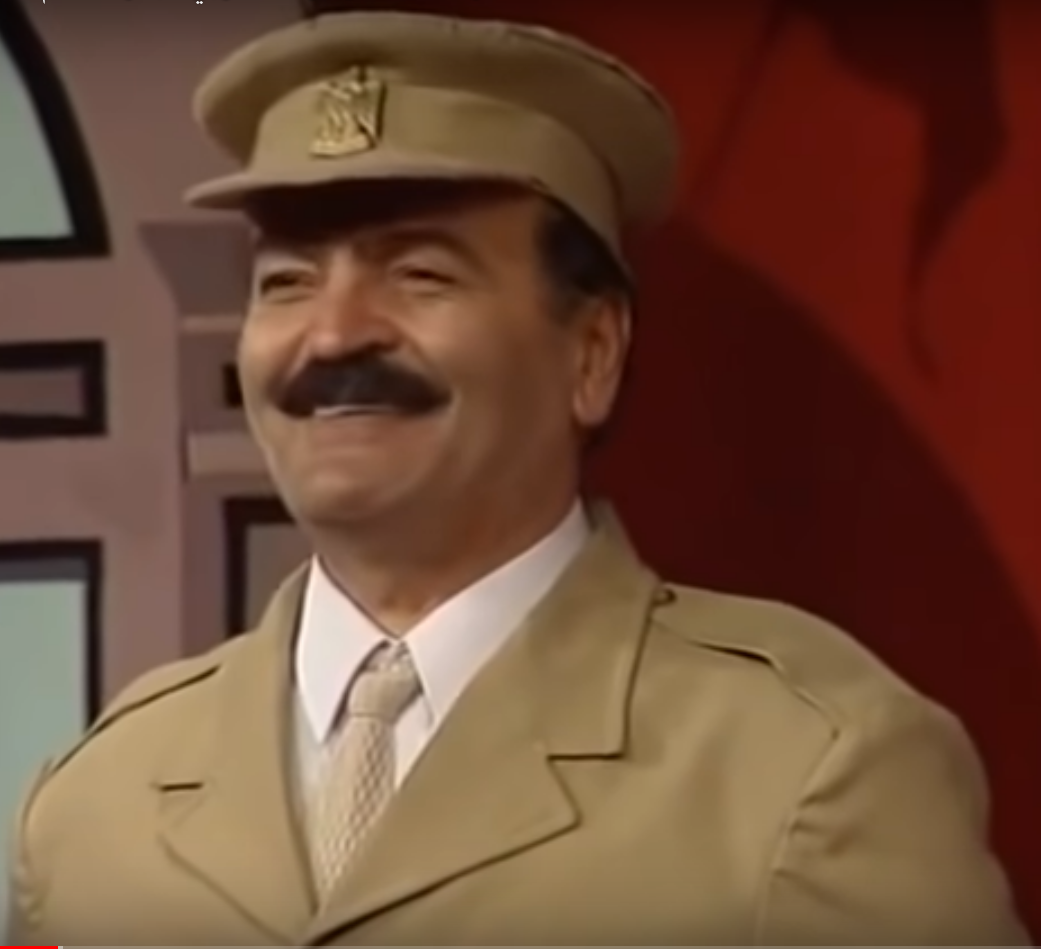
هشام يانس

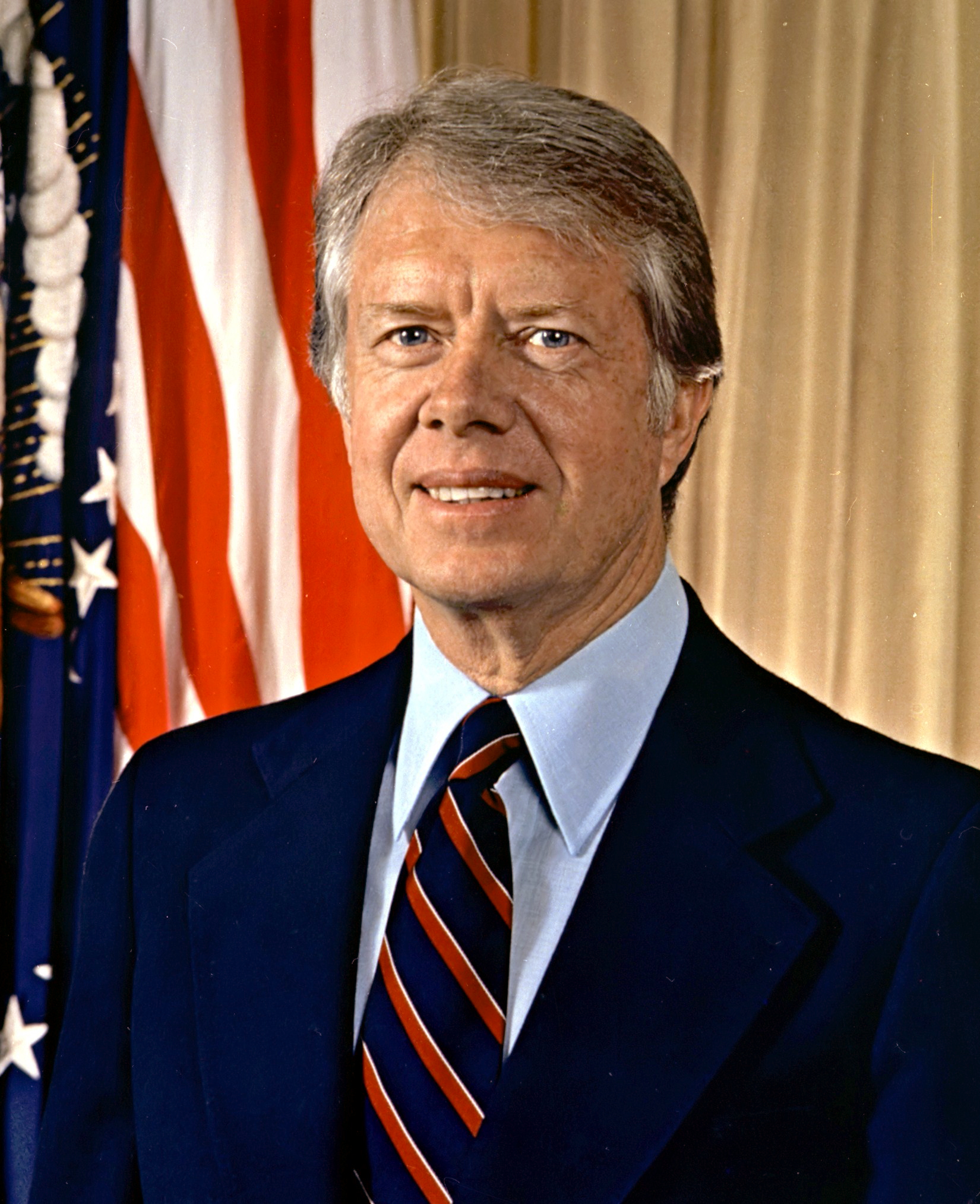
جيمي كارتر

- 1 ديسمبر:  قيس الزبيدي، مخرج وكاتب عراقي.
- 1 ديسمبر:  نيلس أريستروب، ممثل ومخرج فرنسي.
- 2 ديسمبر:  نيل فريزر، لاعب كرة مضرب أسترالي.
- 3 ديسمبر:  مصطفى الزعري، ممثل كوميدي مغربي.
- 3 ديسمبر:  محمد شفيق البيطار، باحث ومحقِّق في الأدب القديم سوري.
- 3 ديسمبر:  إسرائيل فاسكيز، ملاكم مكسيكي.
- 3 ديسمبر:  جواهر بنت سعد بن عبد العزيز بن عبد الله بن تركي آل سعود، أميرة سعودية.[4]
- 3 ديسمبر:  محمد علي يوسف، سياسي صومالي.
- 4 ديسمبر:  بيرجيتا أميرة السويد. أميرة سويدية.
- 4 ديسمبر:  محمد هشام قباني، عالم مسلم لبناني أمريكي.
- 4 ديسمبر:  تشيونغ ياو، روائية تايوانية.
- 5 ديسمبر:  جاك روبو، شاعر وكاتب فرنسي.
- 5 ديسمبر:  هيروشي كاغاوا، لاعب كرة قدم ياباني.
- 5 ديسمبر:  ثوم كريستوفر، ممثل أمريكي.
- 5 ديسمبر:  باولو بيليتيري، سياسي إيطالي
- 5 ديسمبر:  يفجيني فيليخوف، عالم فيزياء سوفيتي ثُمَّ روسي.
- 5 ديسمبر:  جولي ستيفنز، ممثلة بريطانية.
- 6 ديسمبر:  فيليكيزيلا مفوكو، بلوماسي وسياسي زيمبابوي.
- 6 ديسمبر:  ميهو ناكاياما، مغنية وعارضة وممثلة يابانية.
- 8 ديسمبر:  عبد الله المزيني، ممثل سعودي.
- 8 ديسمبر:  إيهاب مخلوف، رجل أعمال سوري.
- 9 ديسمبر:  مازن الحمادة، ناشط حقوقي سوري.
- 9 ديسمبر:  نيكي جيوفاني، شاعرة وكاتبة أمريكية.
- 10 ديسمبر:  محيي الدين خالف، لاعب كرة قدم جزائري.
- 10 ديسمبر:  مايكل كول، ممثل أمريكي.
- 11 ديسمبر:  خليل حقاني، قيادي وسياسي أفغاني.
- 12 ديسمبر:  يوسف بوزيدي، مدرب كرة قدم جزائري.
- 12 ديسمبر:  فتحي الهداوي، ممثل تونسي.
- 12 ديسمبر:  صلاح الدين الهادي، عالم لغوي ومحقق مصري.
- 12 ديسمبر:  كلايف روبرتسون، مذيع ومقدم تلفزيوني أسترالي.
- 14 ديسمبر:  ميرتشيا دياكونو، ممثل وكاتب وسياسي روماني.
- 14 ديسمبر:  سالم العبادي، إذاعي أردني.
- 14 ديسمبر:  إيزاك أنديك، رجل أعمال تركي- إسباني.
- 15 ديسمبر:  نبيل الحلفاوي، ممثل مصري.
- 15 ديسمبر:  زهير ناجي، بحاثة ومؤرخ ومترجم سوري.
- 15 ديسمبر:  ذاكر حسين طبال وملحن وممثل هندي.
- 15 ديسمبر:  عبد الله العلي النعيم، أمين مدينة الرياض سعودي.
- 15 ديسمبر:  رزقي زرارتي، فنان تشكيلي ورسام جزائري.
- 16 ديسمبر:  باسم بيلو، سياسي عراقي.
- 16 ديسمبر:  خالد نبهان، مزارع فلسطيني من أعلام الحرب الفلسطينية الإسرائيلية 2023.
- 17 ديسمبر:  ماريسا باريديس، ممثلة إسبانية.
- 17 ديسمبر:  إيغور كيريلوف، قائد عسكري روسي.
- 17 ديسمبر:  جون مارسدن، كاتب وروائي أسترالي.
- 17 ديسمبر:  موسى عدي، عالم دين صومالي.
- 18 ديسمبر:  عبد الهادي الراوي، مخرج سينمائي عراقي.
- 18 ديسمبر:  ديتمار كونستانتيني، لاعب ومدرب كرة قدم نمساوي.
- 18 ديسمبر:  صلاح الباح، نجم كرة قدم ليبي.
- 18 ديسمبر:  ريك فان لوي، دراج بلجيكي.
- 18 ديسمبر:  يحيى القزاز، معارض سياسي مصري.
- 19 ديسمبر:  فيديريكو مايور سرقسطة، أكاديمي إسباني.
- 19 ديسمبر:  فؤاد الشوبكي، سياسي وعسكري فلسطيني.
- 19 ديسمبر:  مينا غانيش، ممثلة وسيدة أعمال هندية.
- 20 ديسمبر:  جورج إيستام، لاعب كرة قدم إنجليزي.
- 21 ديسمبر:  محمد الخلفي، ممثل مغربي.
- 21 ديسمبر:  أرت إيفانز، ممثل أمريكي.
- 21 ديسمبر:  هدسون ميك، مُمثل أمريكي.
- 22 ديسمبر:  هشام يانس، ممثل وكاتب أردني فلسطيني.
- 22 ديسمبر:  يوسف ندا، مصرفي مصري.
- 23 ديسمبر:  ديزي بوترس، رئيس جمهورية سورينام.
- 23 ديسمبر:  جاله علو، ممثلة وشاعرة إيرانية.
- 24 ديسمبر:  ريتشارد بيري، مُلحن ومنتج أسطوانات شهير أمريكي.
- 25 ديسمبر:  محمد عنيبة الحمري، شاعر مغربي.
- 25 ديسمبر:  بابسي سيدهوا، كاتبة روائية باكستانية.
- 25 ديسمبر:  أوسامو سوزوكي، رجل أعمال ياباني.
- 26 ديسمبر:  مانموهان سينغ، رئيس وزراء الهند.
- 26 ديسمبر:  محمد جابر الأنصاري، كاتب ومفكر بحريني.
- 26 ديسمبر:  ياسر الدويك، فنان تشكيلي أردني.
- 27 ديسمبر:  بول بامبا، ملاكم بورتوريكي.
- 27 ديسمبر:  ديل هادون، ممثلة وعارضة أزياء كندية.
- 27 ديسمبر:  أوليفيا هاوسي، ممثلة أرجنتينية-بريطانية.
- 28 ديسمبر:  إميل لوجون، لاعب كرة قدم بلجيكي.
- 29 ديسمبر:  أرون براون، صحفي ومذيع أمريكي.
- 29 ديسمبر:  أحمد عدوية، مغني مصري.
- 29 ديسمبر:  جيمي كارتر، رئيس الولايات المتحدة.
- 29 ديسمبر:  أليكسي بوجاييف، لاعب كرة قدم روسي.
- 29 ديسمبر:  ليندا لافين، ممثلة امريكية.
- 30 ديسمبر:  جمشيد بن عبد الله، آخر سلاطين العرب في زنجبار.
- 30 ديسمبر:  سلطان سعيد الصريمي، شاعر يمني.
- 30 ديسمبر:  هوغو سوتيل، لاعب كرة قدم بيروفي.
- 30 ديسمبر:  جون سابوداسي، ممثل أمريكي.
- 30 ديسمبر:  باسكال لين، كاتب فرنسي.
- 30 ديسمبر:  فريزر ستودارت، كيميائي بريطاني-أمريكي.
- 31 ديسمبر:  بشير الديك، مُخرج مصري.
- 31 ديسمبر:  أرنولد روتل، رئيس جمهورية إستونيا.

## جوائز عالمية

### جوائز نوبل
- في الكيمياء –
  -     -  دايفيد بيكر عالم كيمياء حيوية أمريكي.
    -  ديمس هاسابيس باحث في مجال الأعصاب، والذكاء الصناعي، ومصمم ألعاب كمبيوتر بريطاني.
    -  جون جامبر كيميائي وعالم حاسوب أمريكي.
- في الفيزياء –
  -     -  جيفري هينتون عالم كندي.
    -  جون هوبفيلد عالم أمريكي.
- في العلوم الاقتصادية –
  -     - / دارون عجم أوغلي
    - / سيمون جونسون
    - / جيمس روبنسون
- في الطب –  فيكتور إمبروس وغاري روفكون.
- في الأدب –  هان كانغ كاتبة من كوريا الجنوبية.
- في السلام: –  لمنظمة اتحاد اليابان لمنظمات ضحايا القنبلتين الذرية والهيدروجينية.

### جوائز الأوسكار
- 10 مارس 2024 - انظر > حفل توزيع جوائز الأوسكار السادس والتسعون.

### جائزة الملك فيصل العالمية
- جائزة فرع اللغة العربية والأدب: حجبت.
- جائزة فرع الدراسات الإسلامية:  البروفيسور وائل حلاق.
- جائزة الطب: البروفيسور  جيري روي ميندل.
- جائزة العلوم:  البروفيسور هوارد ي. تشانغ.
- جائزة خدمة الإسلام:  جمعية مسلمي اليابان و  الدكتور محمد سماك.

### الجائزة العالمية للرواية العربية
- 28 أبريل 2024 - فوز رواية قناع بلون السماء، للكاتب الفلسطيني  باسم خندقجي.[5]

### رياضة
- 10 فبراير -  منتخب قطر لكرة القدم يتوج بلقب كأس آسيا 2023 بعد فوزه في النهائي على نظيره  الأردني بنتيجة 3-1.
- 11 فبراير -  ساحل العاج تحقق كأس أمم إفريقيا 2023 على حساب  نيجيريا بعد الفوز عليها بنتيجة 2-1.
- 21 أبريل -  منتخب المغرب لكرة الصالات يُتوَّج للمرة الثالثة على التوالي بكأس إفريقيا لكرة القدم داخل الصالات.
- 19 مايو - تُوج نادي الزمالك المصري بلقب كأس الكونفيدرالية الإفريقية للمرة الثانية في تاريخه عقب فوزه على ضيفه نادي النهضة البركانية المغربي بهدف دون رد، على استاد القاهرة الدولي.
- 25 مايو - العين الإماراتي يُتوج بلقب دوري أبطال آسيا للمرة الثانية عقب فوزه على يوكوهاما إف مارينوس الياباني بخمسة أهداف مقابل هدف في إياب الدور النهائي.
- 25 مايو - الأهلي المصري يُتوج بلقب دوري أبطال إفريقيا للمرة الثانية عشرة عقب فوزه على الترجي التونسي بهدف دون رد في إياب الدور النهائي.
- 1 يونيو - ريال مدريد الإسباني يتوج بلقب دوري أبطال أوروبا للمرة الخامسة عشرة بعد فوزه على بوروسيا دورتموند الألماني في النهائي بنتيجة 2–0.
- 9 يونيو -  الإسباني كارلوس ألكاراز يفوز بلقبه الأول في بطولة فرنسا المفتوحة للتنس (رولان غاروس).
- 11 يونيو -  المنتخب النيوزيلندي لكرة القدم يتوج بلقب كأس أمم أوقيانوسيا للمرة السادسة في تاريخه بعد فوزه في النهائي على نظيره الفانواتي بنتيجة 3–0.
- 14 يوليو -  المنتخب الإسباني لكرة القدم يتوج بلقب بطولة أمم أوروبا للمرة الرابعة في تاريخه بعد فوزه في النهائي على نظيره الإنجليزي بنتيجة 2–1.
- 14 يوليو -  المنتخب الأرجنتيني لكرة القدم يحقق لقب كأس كوبا أمريكا للمرة الثانية على التوالي والـ16 في تاريخه، بعد فوزه على نظيره الكولومبي بنتيجة 1–0 في النهائي.
- 14 يوليو -  الإسباني كارلوس ألكاراز، يفوز ببطولة ويمبلدون للتنس للمرة الثانية على التوالي.
- 29 أكتوبر -  الإسباني رودري، يفوز بجائزة الكرة الذهبية 2024.